# Straßenbahn Potsdam
Die Straßenbahn Potsdam ist der wichtigste Träger des öffentlichen Nahverkehrs in Potsdam. Vorläufer war die Pferdebahn seit dem Jahr 1880, elektrische Straßenbahnen fahren seit 1907.
Betreiber ist die ViP Verkehrsbetrieb Potsdam GmbH, seit 1994 eine Tochtergesellschaft der Stadtwerke Potsdam.

## Streckenführung

### Liniennetz

Aktueller Liniennetzplan

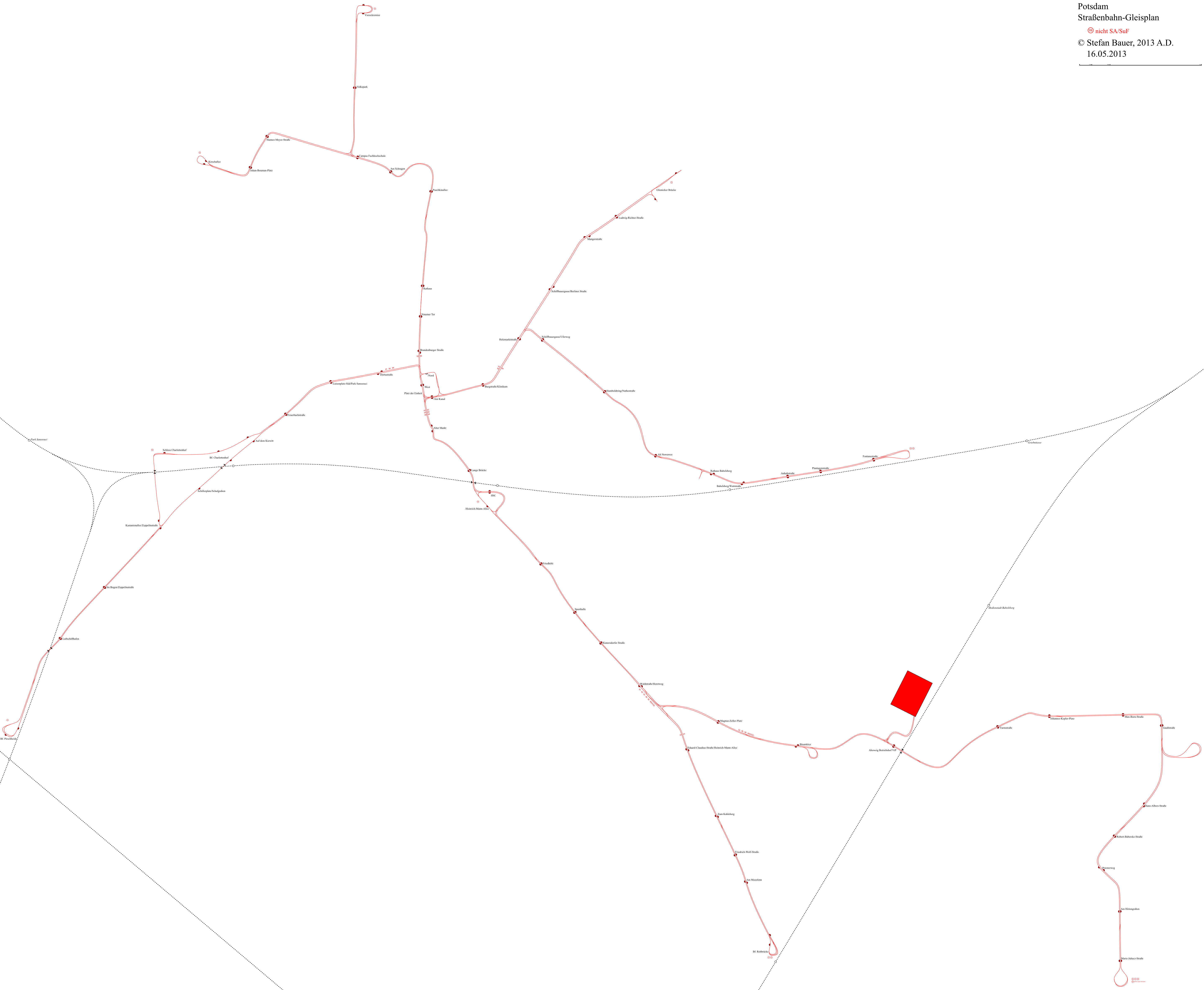
Gleisplan (Stand Mai 2013)

Das Potsdamer Streckennetz ist normalspurig und 30,0 Kilometer lang. Es wird von fünf Haupt- und zwei Verstärker-Linien befahren. Es ist fast durchgehend zweigleisig ausgebaut, das Nauener Tor wird mittels einer Gleisverschlingung durchquert.
Derzeit verlaufen die Linien wie folgt:
| Linie | Verlauf |
| 91 | Bhf Pirschheide ↔ Bhf Rehbrücke                                                                                |
| 92 | Bornstedt, Kirschallee ↔ Schlaatz, Bisamkiez ↔ Am Stern, Gaußstraße (↔ Kirchsteigfeld, Marie-Juchacz-Straße) 1 |
| 93 | Glienicker Brücke ↔ Bhf Rehbrücke 2                                                                            |
| 94 | (Bahnhof Pirschheide ↔) Schloss Charlottenhof ↔ Babelsberg, Fontanestraße 2 3                                  |
| 96 | Campus Jungfernsee ↔ Kirchsteigfeld, Marie-Juchacz-Straße                                                      |
| 98 | (Schloss Charlottenhof ↔ Bahnhof Rehbrücke) 4                                                                  |
| 99 | Babelsberg, Fontanestraße ↔ Platz der Einheit (↔ S Hauptbahnhof)5                                              |
| 1 Nur am Wochenende und Mo–Fr eine Schülerfahrt bis Marie-Juchacz-Straße 2 Fährt nicht im Spätverkehr 3 Nur in der Hauptverkehrszeit bis Bhf Pirschheide 4 Fährt nur in der Hauptverkehrszeit 5 Nur im Spätverkehr zum Hauptbahnhof. Fährt am Wochenende nur im Spätverkehr | |
| Stand: 11. Dezember 2022 | |

Der zentrale Umsteigepunkt des Straßenbahnnetzes ist der Platz der Einheit, der von allen Linien angefahren wird.
Die Straßenbahnlinien fahren an allen Wochentagen grundsätzlich im 20-Minuten-Takt.
Die Linie 96 fährt tagsüber im 10-Minuten-Takt. In der Hauptverkehrszeit gilt das auch für die Linie 92, so dass dann auf dem gemeinsamen Abschnitt zwischen Bisamkiez und Campus Fachhochschule ein 5-Minuten-Takt besteht.
Die Linien 98 und 99 sind Verstärkerlinien, die nur zu bestimmten Zeiten verkehren. Sie gehören nur eingeschränkt zum Fahrplanschema. Die Linie 99 fährt am Wochenende tagsüber gar nicht. Der Betrieb der Linie 93 endet bereits gegen 21 Uhr.
Das Netz wird mit Einrichtungsfahrzeugen befahren. An allen Endstellen sind Wendeschleifen vorhanden. Ausnahmen sind die Glienicker Brücke, an der über ein Wendedreieck gewendet wird, sowie Schloss Charlottenhof und Hauptbahnhof, wo durch Blockumfahrung gewendet werden kann.

### Erweiterungspläne
Die Strecke in den Potsdamer Norden zum Campus Jungfernsee soll weiter verlängert werden: zunächst über Neu Fahrland bis zum künftigen Stadtteil Krampnitz und von dort aus weiter bis zur Regenbogenschule in Fahrland. Die Potsdamer Verkehrsbetriebe wollen die Entwurfsplanung bis Anfang 2019 abschließen und rechnen mit einer Eröffnung des ersten Abschnitts bis Krampnitz zwischen 2026 und 2028. Vorgesehen ist eine Führung auf eigener Trasse mit sieben Haltestellen bis zur neuen Endstelle Krampnitz-West, lediglich auf der Insel Fahrland soll die zweigleisige Strecke direkt auf der Fahrbahn verlaufen.
Langfristig sind außerdem folgende Projekte in der öffentlichen Diskussion:
- Am Stern: Richtung Stahnsdorf/Teltow.[7] Für die Erweiterung Potsdam – Stahnsdorf – Teltow wurde im Mai 2010 von der ViP eine Trassenführung von Am Stern entlang der Potsdamer Allee durch Stahnsdorf und Teltow bis zu den dortigen Bahnhöfen von S- und Regionalbahn vorgestellt. Alternativ wird eine Streckenführung entlang der Großbeerenstraße zum Hauptbahnhof erwogen. Die Kosten für die Erweiterung wurden dabei mit 50 bis 60 Millionen Euro beziffert.[8]
- Golm: Anbindung des Stadtteils und Universitätsstandortes Golm über die Geschwister-Scholl-Straße. Im Januar 2011 legten die ViP Planungen für eine Streckenverlängerung nach Golm vor[9] und favorisierten dabei eine vom Schloss Charlottenhof ausgehende Trasse vorbei am Neuen Palais.[10] Im November 2012 wurde das Projekt aus Kostengründen erneut vorerst auf Eis gelegt.
- August-Bebel-Straße: Alternative Strecke zur sogenannten „Medienstadttrasse“.[11][12]

## Geschichte bis 1949

### Pferdebahn
Nachdem im benachbarten Berlin bereits im Juni 1865 eine Pferdebahn erfolgreich ihren Betrieb aufgenommen hatte, stellte sich auch für die Residenz- und Garnisonstadt Potsdam die Frage, ein solches modernes Nahverkehrsmittel zu etablieren. Eine erste Konzession ging im Mai 1879 an die Berliner Firma Gülich & Co, wurde ihr allerdings im Dezember desselben Jahres wieder entzogen, da sie die geforderte Kaution von 35.000 Mark nicht aufbringen konnte. Im März 1880 ging die Konzession an die Firma Reymer & Masch, die auf die Planungs- und Vermessungsarbeiten von Gülich zurückgreifen konnte. Die erste Pferdebahnlinie wurde am 12. Mai 1880 von der Potsdamer Straßenbahn-Gesellschaft eröffnet, weitere Linien folgten drei Tage bzw. einen Monat später. Anfangs bestand eine kleine Halle mit Stallungen am Berliner Tor, die als Provisorium diente, bis ein geeignetes Areal in der Königsstraße 79/80 gefunden werden konnte. Dieses befand sich unweit der Glienicker Brücke am Mühlenweg.

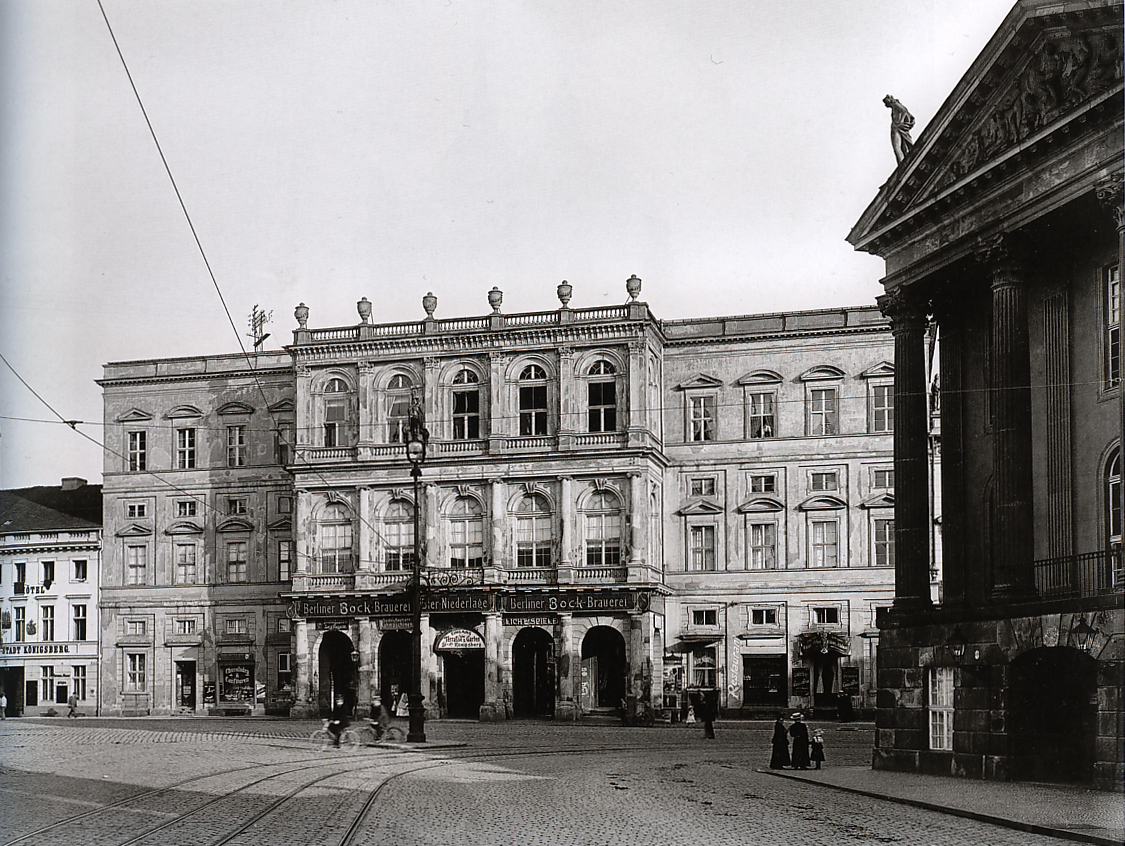
Die Strecke vom Bahnhof über den Alten Markt (verdeckt rechts hinten) zwischen Schloss (rechts) und Palast Barberini (hinten) zum Wilhelmplatz (im Rücken des Fotografen) nach ihrer Elektrifizierung 1907. Die alte Strecke der Roten Linie auf der Straße direkt vor dem Palast Barberini führte zum linken Bildrand und ist auf diesem Foto noch an der Pflasterung zu erkennen.

Ausgangspunkt aller drei Linien war der Alte Markt unweit des alten Potsdamer Stadtschlosses. Alle Linien führen durch eines der Potsdamer Stadttore. Die Streckenführung war eingleisig und sah mehrere Ausweichen vor. Die Bezeichnung der Linien wurde mit Farben angegeben:
- die Rote Linie vom Alten Markt durch das Berliner Tor zur Glienicker Brücke (ab 12. Mai 1880)
- die Weiße Linie vom Alten Markt durch das Nauener Tor zur Alleestraße in der Nauener Vorstadt (ab 15. Juni 1880)
- die Grüne Linie vom Alten Markt durch das Brandenburger Tor zur Viktoriastraße in der Brandenburger Vorstadt (ab 15. Mai 1880)

Die Rote Linie fuhr vom Alten Markt direkt an der Vorderfront des Palast Barberini entlang gradlinig zur Berliner Straße. Die beiden anderen Linien nahmen zunächst auch diesen Weg, knickten nach Überquerung des Kanals in spitzem Winkel nach links ab und fuhren an der Nordseite des Kanals zum Wilhelmplatz. Nach Fertigstellung der Kaiserbrücke am 3. Juli 1880, nach einer anderen Quelle erst im Jahr 1882, fuhren die weiße und grüne Linie jetzt auf direktem Wege vom Alten Markt über die Kaiserstraße zum Wilhelmplatz.
Bereits frühzeitig gab es den Wunsch, die Pferdebahngesellschaft möge das Netz in südliche Richtung erweitern, um den südlich der Havel gelegenen Bahnhof über die Lange Brücke zu erreichen. Die aus dem Jahr 1825 stammende Lange Brücke war hinsichtlich ihrer Konstruktion einer zusätzlichen Belastung durch die Pferdebahn nicht gewachsen, weswegen ein Neubau oder eine Verstärkung der Brücke notwendig war. Die eingesetzten Kopenhagener Wagen ermöglichten, Holzräder über die Radreifen zu montieren, um die Brücke gleislos zu passieren.
Da sich auch das Aufkommen an Fuhrwerken auf der Langen Brücke in den kommenden Jahren stark erhöhte, gelangte die Konstruktion auch ohne Pferdebahngleise an ihre Kapazitätsgrenze, so dass auch die Königliche Regierung bestrebt war, einen Ausbau vornehmen zu lassen. Hieran sollte die Pferdebahn-Gesellschaft allerdings beteiligt sein. Weiterhin jedoch bestanden Bedenken über eine mögliche Behinderung der Bahn mit den Fuhrwerken und den passierenden militärischen Abteilungen. Beide Einwände bewogen die Königliche Regierung zu einem Neubau der Havelbrücke, der 1886 begonnen wurde. Über eine stärkere Brücke ging am 19. Juli 1888 die Streckenverlängerung zum Bahnhof in Betrieb. Nach dem Tod zweier Herrscher im Dreikaiserjahr wurde auf eine feierliche Eröffnung verzichtet.

### Pläne zur Elektrifizierung
Schon 1899 wurde zudem angeregt, ähnlich wie im nahen Berlin auch in Potsdam einen elektrischen Betrieb einzuführen. Die Betreibergesellschaft erhoffte sich dadurch nicht nur ein moderneres und schnelleres Verkehrsmittel zu bekommen, sondern empfand andererseits auch die durch die Pferde verursachten Verschmutzungen auf den Straßen als Belästigung. Die Straßenbahn-Gesellschaft sah sich bis 1905 mit einem weiteren Problem konfrontiert. Die ab 1880 erteilte Konzession war auf 25 Jahre begrenzt. Da nun auch die Stadt eine Übernahme der Pferdebahn erwog, wurde eine Verlängerung der Konzession für den bisherigen Betreiber abgelehnt. Mit dem städtischen Betrieb der Bahn bürdete sich die Stadtverwaltung jedoch für die nächsten Jahre einen hohen Investitionsbedarf auf, da eine Elektrifizierung weiterhin dringend nötig war.
Das Problem der auslaufenden Konzession konnte nicht ohne Weiteres gelöst werden. Es fanden zähe Verhandlungen zwischen Magistrat und der Straßenbahn-Gesellschaft bezüglich der Verlängerung der Konzession beziehungsweise einer Übernahme des Privatunternehmens statt. Zudem kamen dubiose Bankgeschäfte der Straßenbahn-Gesellschaft hinzu, die zu einem erheblichen finanziellen Schaden führten. Hermann Friedmann, der nicht nur Aufsichtsratsvorsitzender war, sondern zugleich auch als Direktor der Rheinisch-Westfälischen Bank fungierte, verursachte durch Finanzspekulationen einen Schaden von einer Million Mark.
Zum 1. Januar 1904 wurde der Betrieb für eine Summe von 450.000 Mark (das entspricht heutzutage ungefähr 3.648.000 Euro) von der Stadt übernommen und als Städtische Straßenbahn Potsdam geführt. Nachdem das benachbarte Berlin bereits seit Jahren über eine elektrische Straßenbahn verfügte, entstanden am Regierungssitz Potsdam weitere Probleme. Die Gleise führten direkt am Stadtschloss entlang und auf der Langen Brücke würde Seine Majestät Wilhelm II. durch mögliche Masten gestört werden, bereits in Berlin wurde zuvor auf der Straße Unter den Linden eine Oberleitung verhindert. Es gelang im März 1906, Wilhelm II. von dem Erfordernis einer modernen elektrischen Straßenbahn zu überzeugen. Ferner stimmte er auch einer Elektrifizierung der Langen Brücke zu. Der zukünftige Betriebshof sollte zwischen Türkstraße und Holzmarktstraße liegen.
Der elektrische Betrieb wurde bis 1907 auch durch das Astrophysikalische Observatorium Potsdam auf dem Telegrafenberg verhindert. Dieses befürchtete eine Beeinträchtigung seiner Messergebnisse durch die elektrischen Ströme der Straßenbahnen. Die Einwände der Forschungsanstalt konnten nur mittels starker Strom-Rückleitungen sowie nach dem neuen Thermitverfahren verschweißten Schienenstößen ausgeräumt werden. Es gelang dem Observatorium, in den Genehmigungsvertrag zur Elektrifizierung von 1907 eine Klausel einzubringen, die die zulässige von vagabundierenden Strömen ausgehende magnetische Wirkung auf 1 Gamma begrenzte. Dadurch konnte das Observatorium zukünftige Netzerweiterungen blockieren, was es in den Folgejahren auch mehrmals tat. Das Observatorium wollte sich so seinen notwendigen Umzug an den Seddiner See von der Potsdamer Straßenbahn bezahlen lassen wollte, was diese ablehnte. Erst ab 1930 entspannte sich die Situation, weil mit der Elektrifizierung der Wannseebahn, die dieser Klausel nicht unterlag, der verlangte Grenzwert ohnehin nicht mehr einzuhalten war. Die Klausel wurde 1938 durch einen neuen Genehmigungsvertrag endgültig hinfällig.
Bis ins Jahr 1907 verkehrten folgende Pferdebahnlinien:
| Linie | Verlauf                          |                |
| Weiß  | Bahnhof ↔ Alleestraße            | (alle 8 Min.)  |
| Grün  | Bahnhof ↔ Sanssouci              | (alle 8 Min.)  |
| Rot   | Bahnhof ↔ Glienicker Brücke      | (alle 15 Min.) |
| Rot   | Wilhelmplatz ↔ Glienicker Brücke | (alle 15 Min.) |

### Die Elektrifizierung 1907
Die Elektrifizierung verlangte nicht nur den Bau von Oberleitungen, es mussten statt der vorhandenen Pferdebahnschienen stärkere Gleise auf neuem Unterbau verlegt werden. Außerdem wurden die Strecken, bisher eingleisig mit Ausweichen, jetzt nahezu vollständig zweigleisig angelegt. Die Kosten dafür betrugen 1,325 Millionen Mark (etwa 9.786.000 Euro). Die Gottfried Lindner AG aus Ammendorf lieferte die Fahrzeuge; einige ältere Pferdebahnwagen wurden zu Beiwagen umgebaut.
Die Elektrifizierung führte zu folgenden Streckenänderungen:
- Die direkte Streckenführung der Roten Linie zwischen Altem Markt und Berliner Straße wurde aufgegeben. Die neue Trasse führte zuerst gemeinsam mit den anderen Linien durch die Kaiserstraße über die Kaiserbrücke am Wilhelmplatz und dann entlang dem Stadtkanal, der heutigen Straße Am Kanal, zum Berliner Tor.[24]
- Die eingleisige Strecke der Grünen Linie durch die Brandenburger Straße wurde durch eine zweigleisige Strecke in der einen Häuserblock südlich gelegenen Charlottenstraße ersetzt. Diese führte nicht mehr durch das Brandenburger Tor, sondern seitlich daran vorbei.
- Die Grüne Linie wurde ein kurzes Stück von der Victoriastraße zum Bahnhof Charlottenhof verlängert.[25]

Der elektrische Betrieb der Potsdamer Straßenbahn wurde zum Sedantag am 2. September 1907 mit patriotischen Feierlichkeiten eröffnet. Lediglich das letzte Stück der weißen Linie von der Holzmarktstraße bis zur damals im Bau befindlichen Glienicker Brücke wurde erst gemeinsam mit der Brücke im November 1907 eröffnet, wobei auch auf der Brücke Schienen verlegt wurden.

### Erweiterungen und Pläne bis zum Ersten Weltkrieg

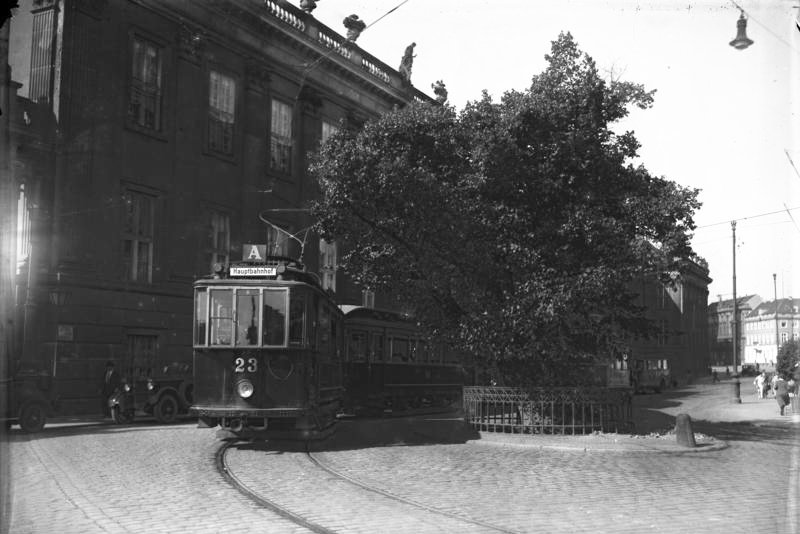
Straßenbahn an der Bittschriftenlinde unweit von Stadtschloss und Langer Brücke, 1929

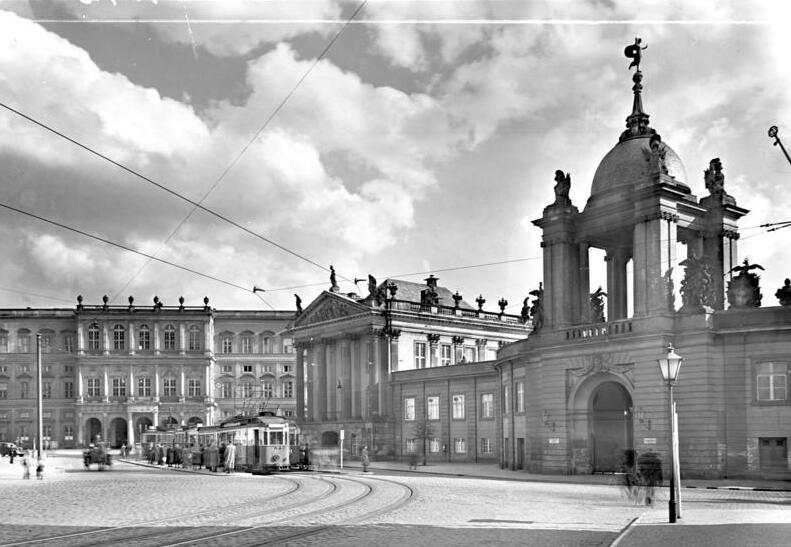
Straßenbahn am Alten Markt, 1928 oder später

Gegen Erweiterungen des Straßenbahnnetz machte wiederum das Observatorium auf dem Telegrafenberg Bedenken über Verfälschungen seiner Forschungsergebnisse durch elektrischen Strom geltend.
Bereits vor dem Ersten Weltkrieg wurde eine Vielzahl verschiedener Pläne über mögliche Erweiterungen des Netzes ausgearbeitet. Vorgeschlagen wurde eine Verlängerung der Strecke ab der Alleestraße in nördliche Richtung zum Pfingstberg und zum Kasernengelände in Bornstedt. Nachdem östlich von Nowawes am Griebnitzsee eine Villensiedlung entstand, wurde ferner eine Verlängerung der Linie D bis zum Bahnhof Neubabelsberg angeregt. Von der Glienicker Brücke sollte entlang der heutigen Königsstraße der Bahnhof Wannsee erreicht werden. Aber auch in der Potsdamer Innenstadt gab es Pläne zum Ausbau des Netzes, wobei eine Strecke entlang der heutigen Hegelallee und Kurfürstenstraße verlaufen, die die Innenstadt tangieren sollte, errichtet werden sollte.
Nicht nur in Bornstedt, sondern auch in der Nachbargemeinde Bornim entstand der Wunsch nach einem Anschluss an das Netz der Straßenbahn. Auch wenn all diese Projekte immer wieder diskutiert wurden, bis heute wurde lediglich die 1999 realisierte Verlängerung ins Bornstedter Feld vorgenommen.
Seit 1908 wurden die Linien nicht mehr mit Farben, sondern mit Buchstaben bezeichnet. Im Jahr 1909 verkehrten folgende Linien:
| Linie | Verlauf                        |
| A     | Bahnhof ↔ Charlottenhof        |
| B     | Bahnhof ↔ Glienicker Brücke    |
| C     | Bahnhof ↔ Alleestraße          |
| D     | Wilhelmplatz ↔ Plantagenstraße |

Die Linie A wurde 1911 und 1913 verlängert (siehe unten), kriegsbedingt konnten in den Jahren des Ersten Weltkriegs weitere Erweiterungen des Streckennetzes nicht mehr vorgenommen werden. Es kam zu Engpässen bei der Energieversorgung und zu Personalmangel. Zusätzlich belastete der Mangel an Ersatzteilen den reibungslosen Betrieb.

### Von 1930 bis 1949

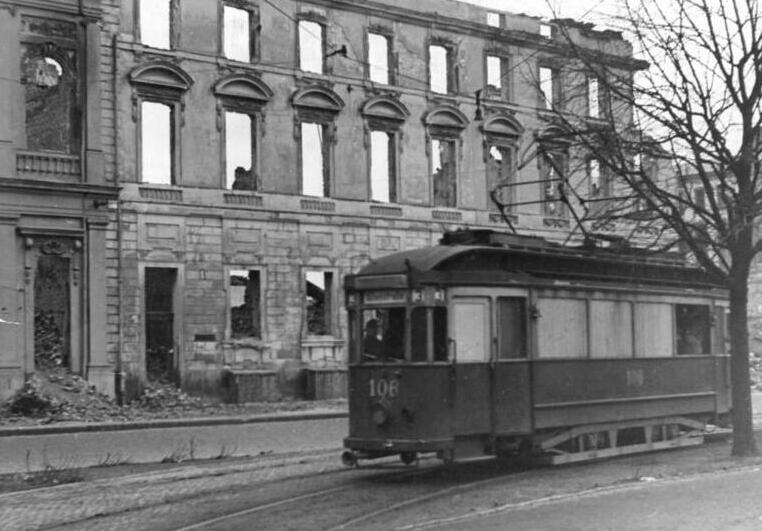
Ein Lindner-Triebwagen auf dem Weg zur Alleestraße vor Ruinen, 1945

Ab 1930 erfolgte die Linienbezeichnung mit Ziffern anstelle der vorher verwendeten Buchstaben.
Bereits ab 1938 gab es wegen Personalmangels erste Einschränkungen des Verkehrs, 1942 wurde zur Stromeinsparung der Fahrplan ausgedünnt, obwohl das Fahrgastaufkommen anstieg. Gegen Kriegsende wurden auch Zwangsarbeiter aus den besetzten Niederlanden als Fahrer und Schaffner eingesetzt. 1943 wurde auf verschiedenen Strecken der Güterverkehr aufgenommen, dazu wurden alte Beiwagen aus der Pferdebahnzeit zu Güterloren umgebaut. Ab Dezember 1944 wurde der Fahrplan der Personenzüge wegen Kohlenmangel weiter ausgedünnt, ab 1. Januar 1945 nur noch auf den Berufsverkehr morgens und abends beschränkt und am 5. Februar 1945 der Personenverkehr vollständig eingestellt. Nur die Güterzüge fuhren bis zum April weiter. Zu diesem Zeitpunkt gab es nur geringfügige kriegsbedingte Schäden im Stadtgebiet.
In den letzten Kriegstagen des Zweiten Weltkriegs, am 14. und 15. April, erfuhr Potsdam Zerstörungen durch Bombenangriffe mit gravierenden Auswirkungen auf die Straßenbahn. Beide Wagenhallen wurden schwer beschädigt, und große Teile der Gleis- und Fahrleitungsanlagen wurden zerstört. Auch die Lange Brücke wurde schwer beschädigt. Um das Eindringen feindlicher Truppen in die Stadt zu erschweren, wurden ältere Triebwagen der Straßenbahn als Barrikaden aufgestellt, befestigt und später im Gefecht zumeist zerstört.
Vor der Wiederaufnahme des Betriebes wurden auf den Strecken abgestellte Straßenbahnwagen von Pferden und Menschen in die Betriebshöfe gezogen und geschoben. Im August 1945 konnte in Potsdam-West wieder ein Minimalbetrieb aufgenommen werden. Im September 1945 wurde er ausgedehnt bis zum Wilhelmplatz, im Oktober bis zur Rampe der Behelfsbrücke bei der gesprengten Langen Brücke. Große Schwierigkeiten entstanden zu diesem Zeitpunkt mit einer stabilen Energieversorgung. Bereits im Mai 1946 war das gesamte Netz wieder befahrbar, mit nur zwei Ausnahmen: in Babelsberg wurde das kurze Streckenstück von der Plantagenstraße zur Fontanestraße erst 1952 wieder aufgebaut, und die Strecke zum Schützenhaus blieb dauerhaft stillgelegt.
Im Jahr 1949 verkehrten folgende Linien:
| Linie | Verlauf                                           |
| 1     | Luftschiffhafen ↔ Plantagenstraße                 |
| 2     | Rehbrücke ↔ Glienicker Brücke                     |
| 3     | Alleestraße ↔ Karl-Liebknecht-Straße (Babelsberg) |
| 4     | Platz der Einheit ↔ Plantagenstraße               |
| 5     | Bahnhof ↔ Glienicker Brücke                       |

## Geschichte der Streckenführung

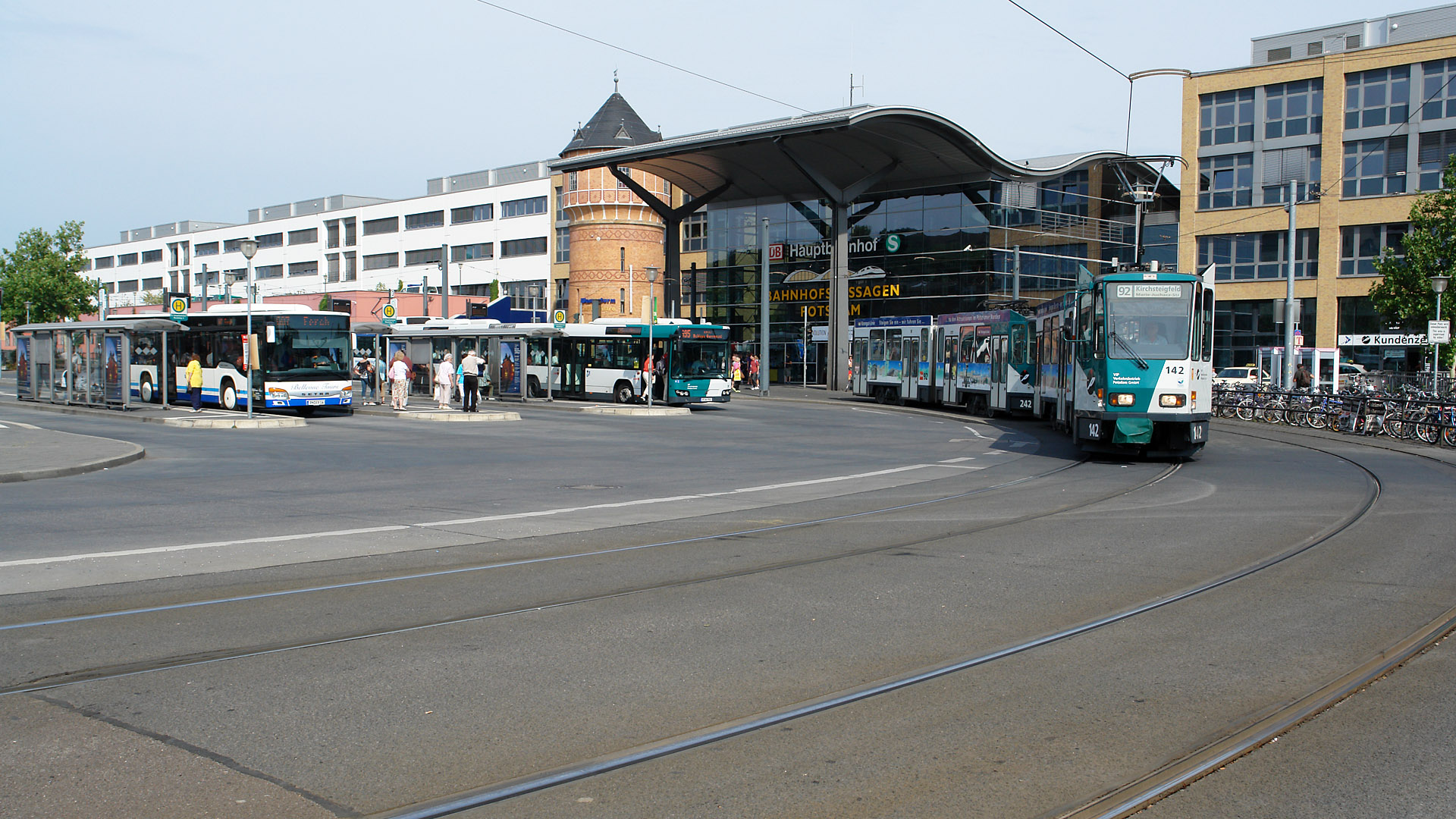
Straßenbahn auf der 2000 eröffneten Streckenverschwenkung vor dem Hauptbahnhof, die Straßenbahnhaltestelle liegt im Bildhintergrund zwischen Busbahnhof (links im Bild) und Bahnhof

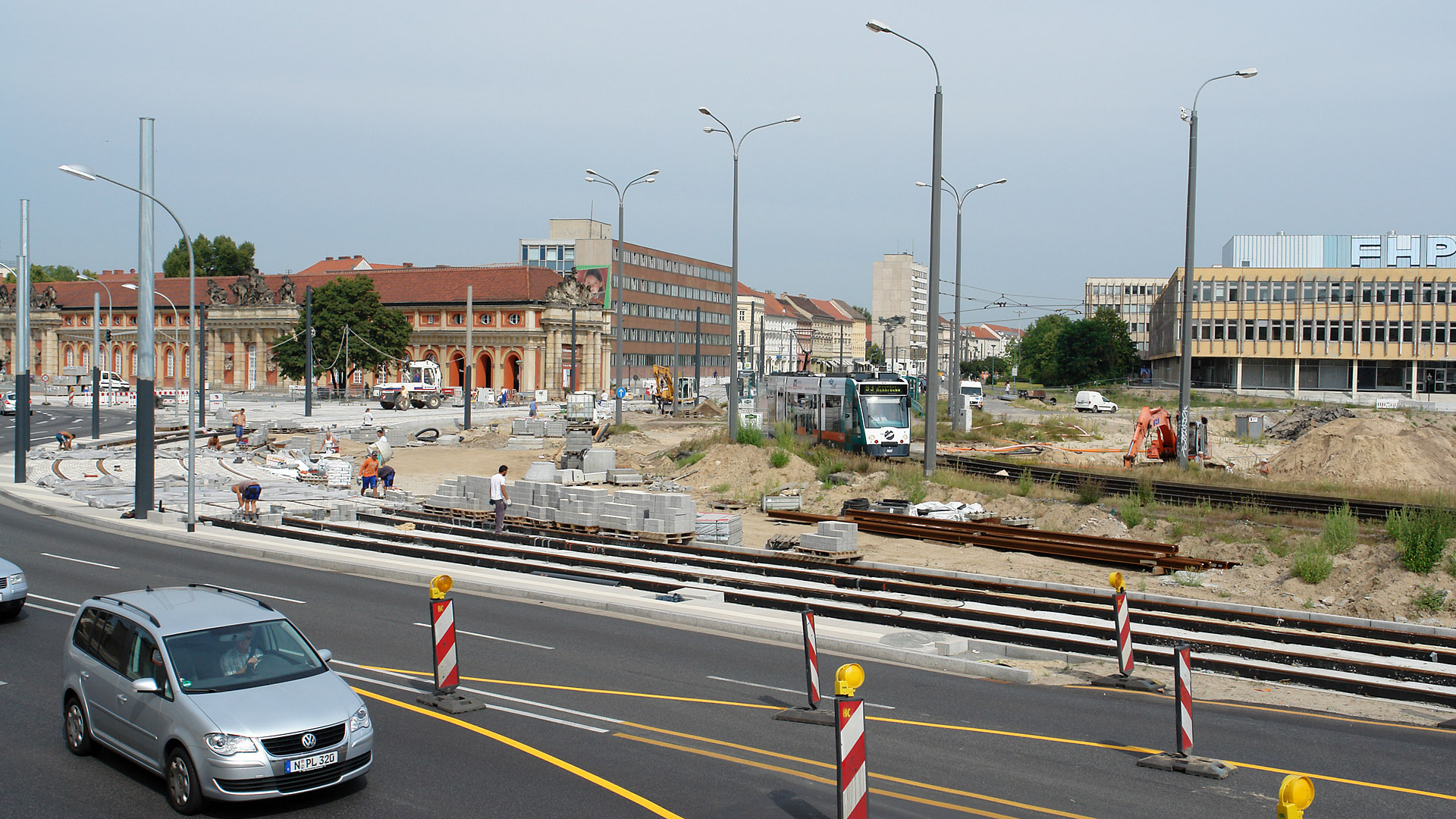
Bauarbeiten zur Streckenverlegung am Alten Markt, 2009; Umfahrung des heutigen Brandenburger Landtages

### Vom Platz der Einheit zum Hauptbahnhof
Der zentrale Umsteigeknoten innerhalb des Straßenbahnnetzes ist der Platz der Einheit, über den alle Linien geführt werden. An der West- und Südseite findet der Linienverkehr statt, an den übrigen Seiten liegen seit 1929 auch Gleise, die als Wendestelle von hier endenden Straßenbahnen entgegen dem Uhrzeigersinn durchfahren werden können.
Der wichtigste Umsteigepunkt zur Fernbahn ist heute der Potsdamer Hauptbahnhof, der zu Zeiten der Berliner Mauer Potsdam Stadt genannt wurde und damals wenig Bedeutung besaß. Die Straßenbahntrasse verlief in einiger Entfernung daran vorbei. Vor dem Umbau des Bahnhofs gab es dort eine Gleisschleife, die nur von dort endenden Fahrten genutzt werden konnte und 1997 stillgelegt wurde. Im Jahre 2000 wurde stattdessen die Trasse vor den Potsdamer Hauptbahnhof verschwenkt, so dass jetzt alle Züge vor dem Eingang halten. Außerdem existiert im Verlauf der Heinrich-Mann-Allee ein Umfahrungsgleis, das es ermöglicht, die Verschwenkung sowohl stadtauswärts als auch stadteinwärts als Wendeschleife zu nutzen.
Die dazwischenliegende Strecke ist seit jeher die wichtigste Strecke im Potsdamer Netz. Sie führt über die Lange Brücke, die wichtigste und vor 1985 einzige Havelquerung im Stadtgebiet. Mehr als 70 Prozent der Einwohner Potsdams wohnen südlich beziehungsweise südöstlich der Havel, obwohl das Zentrum der Stadt nördlich der Havel liegt. Dies sorgt für enorme Verkehrsströme auf wenigen Achsen in der Stadt.
Die Strecke wurde zweimal völlig neu trassiert und jeweils in Richtung Westen verschoben. Zunächst wurde das Stadtschloss auf einer engen und kurvigen Strecke östlich umfahren. Nach dem Abriss des Stadtschlosses fuhr die Straßenbahn seit 1961 quer über das nun leere Grundstück. Seit 2009 umfährt sie das Grundstück westlich, so dass der Wiederaufbau ermöglicht wurde.
Nach dem Abriss des Stadtschlosses wurden 1961 viele Straßenführungen verändert. Die Kaiserstraße, durch die die Straßenbahn fuhr, verschwand völlig, auch der Alte Markt wurde nicht mehr befahren. Stattdessen wurde die Straßenbahn in die parallel führende Hohewegstraße verlegt, die verbreitert wurde und heute Friedrich-Ebert-Straße heißt. Auch der Platz der Einheit, der bis 1961 „Wilhelmplatz“ hieß, erhielt seinen neuen Namen. Der Kanal an seiner Südseite wurde zugeschüttet, die dortige Straße „Am Kanal“ in „Heinrich-Rau-Allee“ umbenannt, nach dem Mauerfall wurde sie wieder rückbenannt.
Seit den Jahren 2008 und 2009 wurde im Zuge der Errichtung des neuen Brandenburger Landtages der Trassenverlauf zwischen den Haltestellen Platz der Einheit und Lange Brücke verändert. Der Nordteil der Langen Brücke wurde verbreitert neu gebaut und bietet nun Platz nicht nur für die Nordfahrbahn des MIV, sondern auch für eine nördlich davon neu entstandene ÖPNV-Trasse in Seitenlage. Diese wird von der Straßenbahn und zahlreichen Buslinien befahren. Im Bereich des Alten Marktes verläuft die Strecke nun etwas südlicher und westlicher, wodurch das Landtagsbaufeld frei wurde.
Im April 2022 wurde eine neue Wendeschleife am Hauptbahnhof in Betrieb genommen. Seitdem endet die Linie 99 dort ganztägig. Zum Fahrplanwechsel wurde jedoch das alte System wiederhergestellt: Die Linie 99 verkehrt seitdem montags bis freitags tagsüber bis zum Platz der Einheit. Im Spätverkehr fahren die Züge der Linie 99 weiter zum Hauptbahnhof. Am Wochenende verkehrt die Linie 99 nur im Spätverkehr, daher enden alle Züge die am Wochenende auf der Linie 99 verkehren am Hauptbahnhof.

### Im Westen: Potsdam Pirschheide
Die erste Linie in den Westen war 1880 die Grüne Linie als Pferdebahn, 1907 elektrifiziert, ab 1908 auch Linie A, 1930 umbenannt in Linie 1. Ursprüngliche Endstelle war die Viktoriastraße, 1907 verlängert zum Bahnhof Charlottenhof.
Bereits 1906 wollte die Potsdamer Stadtverordneten-Versammlung eine Strecke durch die Victoriastraße zum Bahnhof Wildpark bauen. Der Bedarf ergab sich aus dem schon damals erheblichen touristischen Verkehr zum Schlosspark, aber auch aus den zu erwartenden Umsteigern der Bahnstrecke Jüterbog–Nauen, die mit der Straßenbahn von dort in die Potsdamer Innenstadt fahren würden. Um die Elektrifizierung insgesamt nicht zu gefährden, wurde zunächst nur die Strecke zum Bahnhof Charlottenhof beantragt und gebaut. 1909 stellte der Magistrat erneut einen Antrag auf Konzessionierung einer Strecke zum Bahnhof Wildpark. Die Endstation hätte jedoch in der Nähe des gerade neu eröffneten Kaiserbahnhofs gelegen, und das war aus Sicht des Kaisers und seines Hofes „einfach unmöglich“, wie es der Oberzeremonienmeister Graf zu Eulenburg damals wörtlich ins Antwortschreiben schrieb. Akzeptiert worden wäre eine Streckenführung bis zum Werderschen Weg, dort wären aber kaum Fahrgäste zu erwarten gewesen. Also beantragte die Stadt im März 1910 eine eingleisige Strecke bis zur heutigen Kastanienallee und dann durch diese bis zum Bahnhof Charlottenhof, was mit der existierenden Strecke eine Schleifenfahrt ermöglichte. Dies wurde im Juni 1910 genehmigt, und bereits am 30. August 1910 wurde die neue Strecke als Verlängerung der Linie A eröffnet.
Die Anlage des Luftschiffhafens im Jahr 1911 ergab das Bedürfnis, den Arbeitern und den vielen Schaulustigen eine bessere Verkehrsanbindung zu ermöglichen. Der kaiserliche Hof hatte keine Einwände, wohl aber das Observatorium. Schließlich erfolgte eine Einigung, die Strecke mit einer nur provisorischen Betriebsgenehmigung zu bauen. Der Streckenast zum Luftschiffhafen wurde mit einer Wendeschleife gebaut, am 6. Juli 1913 eröffnet und von der Linie A befahren. Die neue Strecke führte durch eine kaum besiedelte Gegend und blieb unrentabel. 1917 fanden täglich nur noch wenige Fahrten statt, seit 1918 gibt es den Luftschiffhafen nicht mehr, und der Straßenbahnbetrieb wurde auf diesem Stück ganz eingestellt. Erst im November 1920, inzwischen begann langsam die Bebauung des Geländes, wurde der Straßenbahnverkehr wieder aufgenommen, zunächst nur mit einem Pendelwagen von der Kastanienallee zum „Luftschiffhafen“, der Name der Haltestelle wurde beibehalten.
Am Luisenplatz hatte die Straßenbahn seit der Elektrifizierung 1907, bei der die Pferdebahnstrecke durch die Brandenburger Straße in die Charlottenstraße verlegt worden war, eine enge Doppelkurve in der Hohenzollernstraße (heute Schopenhauerstraße) zu durchfahren, was mit dem aufkommenden Kraftfahrzeugverkehr zunehmend gefährlich wurde. Deshalb war schon in den 1920er Jahren geplant, die Strecke zu begradigen, die Verhandlungen über den Erwerb des Straßenlandes zogen sich hin, und im März 1929 schrieb der Potsdamer Magistrat, damit sei „in diesem Jahr nicht mehr zu rechnen“. So wurde im Februar 1931 der Luisenplatz erweitert, so dass zumindest in Straßenmitte eine Haltestelle mit zwei Fußgängerinseln gebaut werden konnte. Diese Lösung hatte fast 70 Jahre Bestand, erst im Mai 2000 wurde die Strecke begradigt.
Am 11. Januar 1958 wurde das Straßenbahnnetz vom Luftschiffhafen zu einem neu eröffneten Bahnhof verlängert. Dieser wurde zunächst kurzzeitig „Potsdam Süd“ und ab 1960 dann „Potsdam Hauptbahnhof“ genannt. Dadurch ergab sich eine Verbindung von Ost-Berlin über den südlichen Außenring und die Straßenbahn in die Potsdamer Innenstadt. Diese war zwar deutlich länger als der direkte Weg, hatte aber aus Sicht der DDR-Machthaber den Vorteil, nicht durch West-Berliner Gebiet zu führen. Zunächst verkehrten hier nur wenige Pendelwagen der Straßenbahn, aber noch im Laufe des Jahres 1958 wurde die Linie vom Luftschiffhafen regulär verlängert.
Mit dem Bau der Berliner Mauer 1961 wurde die Eisenbahnstrecke zur einzigen Verbindung nach Berlin, entsprechend wichtig wurde der Verkehr auch auf der Straßenbahnstrecke.
Am 10. Juni 1975 wurde die Streckenführung in stadtauswärtiger Richtung verkürzt. Anstatt wie bisher über die Nansenstraße fuhren die Straßenbahnen von der Leninallee nach der Haltestelle Feuerbachstraße direkt schräg rechts in die Geschwister-Scholl-Straße. Dadurch wurden zwei Abbiegevorgänge eingespart. Es entfiel die Anbindung des Bahnhofs Charlottenhof, der von 1952 bis 1993 „Potsdam West“ hieß, in dieser Richtung.
Nach der Öffnung der Mauer sank die Bedeutung der Strecke wieder. 1993 erhielt der inzwischen völlig dezentral gelegene „Potsdam Hauptbahnhof“ seinen heutigen Namen Bahnhof Potsdam Pirschheide, was seither auch der Name für die Endstelle der Straßenbahn ist.
Die Verbindungskurve am Bahnhof Charlottenhof in der Nansenstraße, die auch als Wendedreieck genutzt werden konnte, existierte bis etwa 1995. Die alte Wendeschleife am Luftschiffhafen wurde 1997 abgebaut. In der Zeppelinstraße wurde der Streckenabschnitt Luisenplatz – Auf dem Kiewitt im April 2000 auf eine separate ÖPNV-Trasse verlegt.

### Im Norden: Kirschallee und Jungfernsee

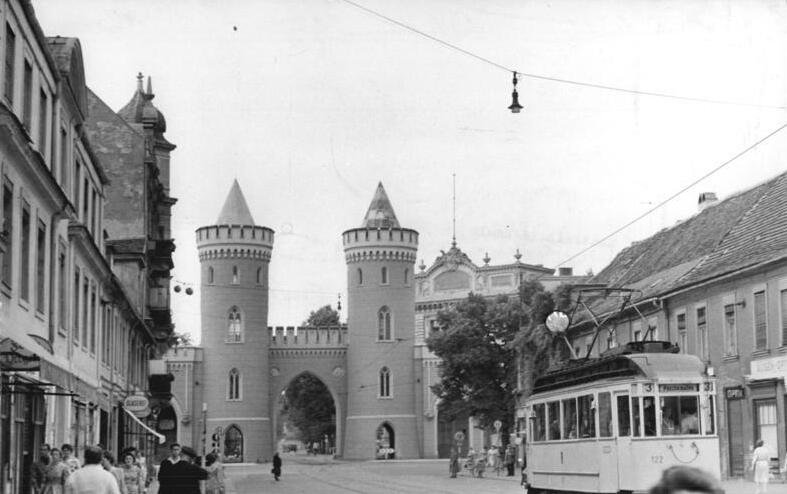
Straßenbahn am Nauener Tor, 1960

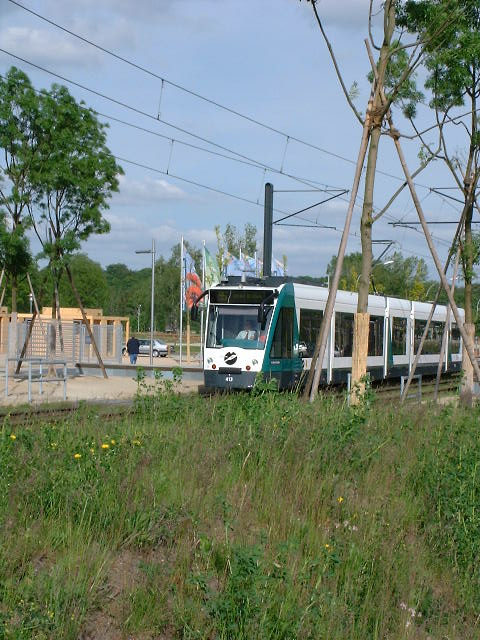
Der Buga-Nordast verläuft entlang des Volksparks, Foto nach der Eröffnung, 2001

Die erste Linie in den Norden war 1880 die Weiße Linie als Pferdebahn, 1907 elektrifiziert, ab 1908 auch Linie C, 1930 umbenannt in Linie 3. Ursprüngliche Endstelle war die Alleestraße.
Ab November 1954 fuhr die Straßenbahn ein kurzes Stück weiter in Richtung Norden, weil die bisherige Kuppelendstelle „Alleestraße“ in der Friedrich-Ebert-Straße aufgrund des ansteigenden Individualverkehrs aufgegeben und in die Puschkinallee verlegt wurde.
Um hier auch Einrichtungswagen einsetzen zu können, wurde die Strecke im Dezember 1963 von der Puschkinallee bis zum Kapellenberg verlängert. Dort gab es zwar keinen Platz für eine Wendeschleife, wohl aber konnte ein Gleisdreieck zum Wenden der Straßenbahnen gebaut werden. Dieses blieb bis 1999 an dieser Stelle in Betrieb.
In den Jahren 1999 und 2001 wurde die Strecke rechtzeitig vor Eröffnung der Bundesgartenschau 2001 (Buga) weiter verlängert. Von vornherein wurden zwei Streckenäste geplant, die sich an der neuen Haltestelle Campus/Fachhochschule gabeln sollten. Weil nahe der späteren Haltestelle Am Schragen in einem Gehölz Exemplare der stark bedrohten Käferart Großer Eichenbock gefunden worden waren, wurde die Strecke in weitem Bogen südlich um das Waldstück herumgeführt. Spöttisch bezeichnet der Volksmund diesen Abschnitt deshalb als Käferkurve.
Zunächst wurde die Strecke nur mit dem westlichen Ast gebaut, der das Straßenbahnnetz am 4. Dezember 1999 vom Kapellenberg weiter zur Kirschallee in Bornstedt verlängerte. Damit gelang es, die schon seit langem geplante Anbindung von Bornstedt zu realisieren. Das Gelände der Bundesgartenschau wurde nur südlich tangiert.
Der davon abzweigende sogenannte Buga-Nordast zwischen Campus/Fachhochschule und der Viereckremise durch das Bornstedter Feld wurde kurz vor Beginn der Bundesgartenschau am 7. April 2001 eröffnet. Er bot auch einen direkten Anschluss zum Haupteingang der Ausstellung. Heute befindet sich hier der Volkspark Potsdam mit dem Tropenhaus Biosphäre Potsdam. Die Strecke erschloss zusätzlich an der damaligen Endstelle Viereckremise ein neues Wohngebiet.
Am 9. Dezember 2017 wurde die Strecke von der Viereckremise um 1,1 Kilometer zur neuen Endhaltestelle Campus Jungfernsee verlängert. Die Trasse verläuft zweigleisig in der Georg-Hermann-Allee, dann auf einer Länge von 330 Metern eingleisig in der Nedlitzer Straße bis zur Fritz-von-der-Lancken-Straße und weiter nördlich wieder zweigleisig. An der Endstelle wird ein 2014 errichtetes Gebäude des Softwareherstellers SAP erschlossen, außerdem weitere Gebäude mit Büros und Wohnungen. Der Neubau kostete 7,5 Millionen Euro. Die Finanzierung erfolgte aus einem Sonderetat der Stadt Potsdam, die 2014 (nach anderer Quelle: 2015) dafür sowie für die Modernisierung des Bestandsnetzes 50 Millionen Euro zur Verfügung gestellt hatte. Der erste Spatenstich war geplant für das „erste Quartal 2016“ und erfolgte am 25. Oktober 2016.
Die beiden Wendeschleifen Kirschallee und Campus Jungfernsee sind die neuesten im Potsdamer Netz und die einzigen, die im Uhrzeigersinn durchfahren werden. Dadurch können die hier verkehrenden Busse am selben Bahnsteig direkt gegenüber (Vis-a-vis) halten.

### Im Nordosten: Glienicker Brücke
Die erste Linie in den Nordosten war 1880 die Rote Linie als Pferdebahn, 1907 elektrifiziert, ab 1908 auch Linie B, 1930 umbenannt in Linie 2.
Die Endstelle Glienicker Brücke ist die älteste im Potsdamer Netz. Vor dieser Brücke endete bereits 1880 die ersten Pferdebahnlinie. Nach 1907 fuhr die Straßenbahn über die damals neu erbaute Brücke und endete unmittelbar danach auf dem Gebiet der damals noch nicht zu Berlin gehörenden Gemeinde Wannsee, wurde aber bereits ab 1916 wieder auf die Potsdamer Seite zurückgezogen. Nach anderer Quelle wurde diese Strecke zwar gebaut, aber nie genutzt. Eine schon damals gewünschte Verlängerung zum Bahnhof Wannsee scheiterte stets daran, dass die Strecke mehrere Kilometer durch ein Waldgebiet führen würde, in dem kaum Fahrgäste zu erwarten wären.
Mit der Umbenennung der Glienicker Brücke in „Brücke der Einheit“ wurde im Dezember 1949 auch die Endstelle umbenannt. Am 3. Juli 1953 wurde die Brücke als einer der letzten Verbindungswege von Berlin ins Umland für Zivilpersonen komplett gesperrt, wodurch die Straßenbahnhaltestelle in eine abgelegene Randlage geriet. Am 15. Oktober 1956 wurde die Straßenbahn zur Holzmarktstraße zurückgezogen, auf dem letzten Stück zur Brücke fuhren Busse. Am 16. Dezember 1962 erfolgte die Wiederinbetriebnahme bis zur Ludwig-Richter-Straße, am 15. August 1965 die Wiederinbetriebnahme bis Menzelstraße nach Einbau eines Wendedreiecks. Aufgrund der beengten Örtlichkeiten war kein Platz für eine Wendeschleife.
Am 14. August 1991 wurde ein neues Wendedreieck vor der Glienicker Brücke gebaut, so dass die Linienfahrzeuge in Rückwärtsfahrt näher an die Brücke rangieren können. Einige Wagen wurden extra hierfür mit Heckwischer und Heckwarnglocke ausgerüstet. Seit der Aufgabe der Endstelle Kapellenberg 1999 ist dies das einzige im regulären Linienbetrieb befahrene Wendedreieck.

### Im Osten: Babelsberg
Die Gemeinde Nowawes (später Babelsberg) war bis 1939 eine eigenständige Gemeinde östlich der Havel, die um 1900 bereits mehr als 10.000 Einwohner zählte.
Die Strecke vom Bahnhof bis nach Nowawes wurde am 17. Oktober 1908 feierlich eröffnet. Sie führte hinter dem Bahnhof südlich der Bahntrasse durch die Kaiserstraße (heute Friedrich-Engels-Straße) und dann durch die Bergstraße (später Moltkestraße, heute Daimlerstraße) und kreuzte mit ihr ebenerdig die Bahnstrecke. Nördlich der Bahntrasse folgte sie der Lindenstraße (heute Rudolf-Breitscheid-Straße) bis zur Plantagenstraße. Der Bau kostete über eine Million Mark, wobei die neue Strecke zunächst nur eingleisig mit Ausweichen eingerichtet wurde. Für die Strecke zwischen Wilhelmplatz und Nowawes wurde eine vierte Straßenbahnlinie, die Blaue Linie, eingerichtet.
Die Bergstraße wurde 1911 zur Hochlegung der Bahnstrecke unterbrochen. Die Straßenbahn verkehrte bis zum Lutherplatz und erhielt eine provisorische Endstelle in der Eisenbahnstraße (heute Karl-Liebknecht-Straße), die Strecke nördlich der Bahn wurde zwei Jahre lang nicht bedient. 1913 war die Unterführung der Bergstraße (inzwischen in Moltkestraße umbenannt) fertiggestellt, und die Strecke ging wieder bis zur Plantagenstraße in Betrieb.
Eine Verlängerung über die Plantagenstraße hinaus zum Bahnhof Neubabelsberg (heute Griebnitzsee) war damals geplant, scheiterte jedoch 1914 am Kaufpreis für den Ankauf der nötigen Flächen von der staatlichen Forstverwaltung, den die Gemeinde Nowawes nicht aufbringen konnte. Ein zweiter Versuch des Potsdamer Magistrats mit detaillierten Gleislageplanungen wurde 1921 wegen der schwierigen Wirtschaftslage aufgegeben.
Die zunächst eingleisige Strecke wurde 1920 im Bereich der Alten Königsstraße (das entspricht der heutige Friedrich-Engels-Straße bis zum Schlaatzweg) zweigleisig ausgebaut, 1928 dann bis zum Bahnhof Nowawes (heute Babelsberg) und 1935 vollständig. Dabei wurde die Strecke 1935 dann doch verlängert, allerdings nur um 600 Meter von der Plantagenstraße bis zur Fontanestraße. Dort endet sie noch heute. Die Wendeschleife wurde 1958 hinzugefügt.

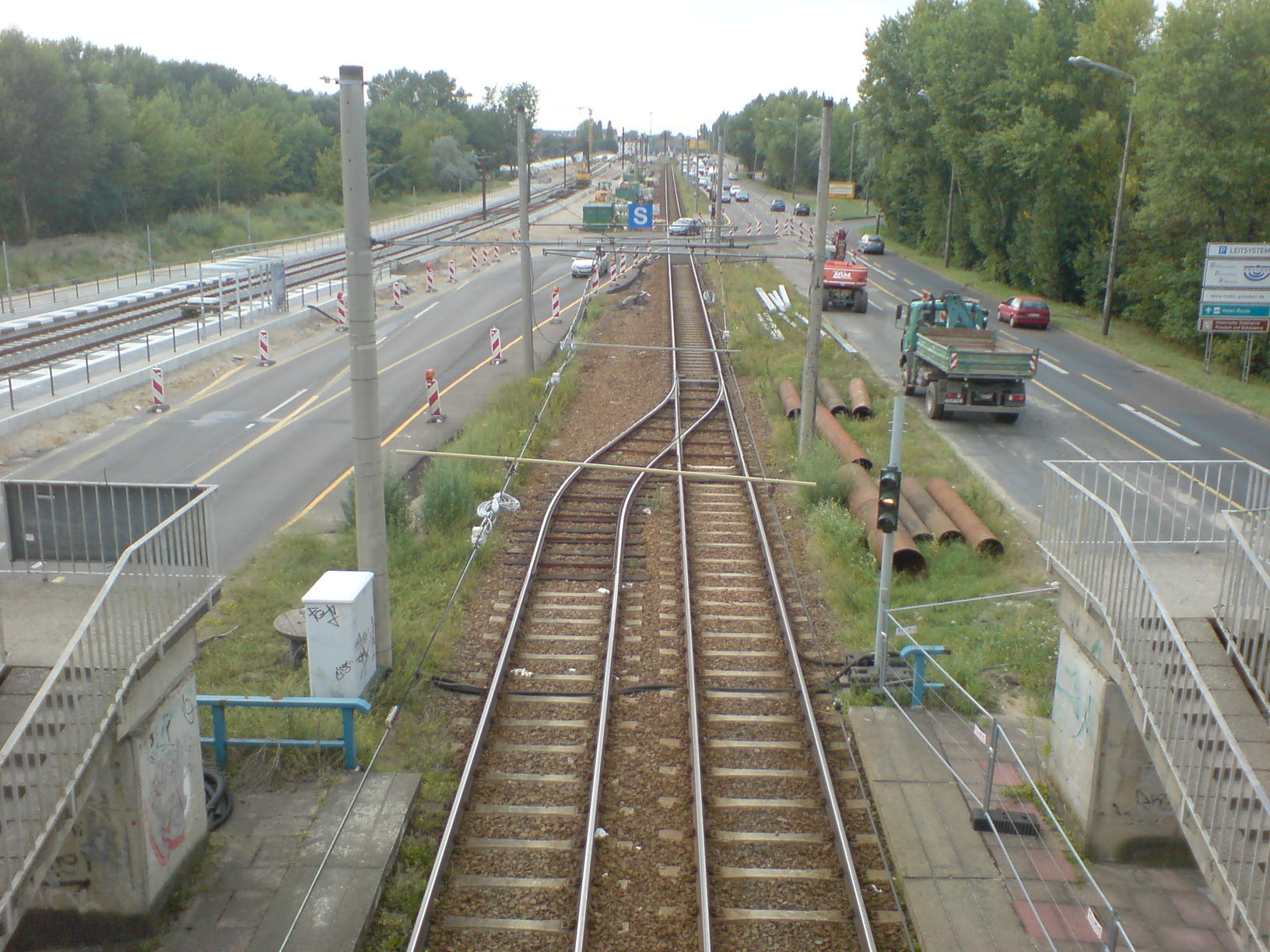
Bauarbeiten zur Streckenverlegung am Humboldtring, 2008; links die neue Trasse in Seitenlage

Beim Bau der Nutheschnellstraße 1985 über die damals neue Humboldtbrücke wurde auch eine neue Straßenbahnverbindung geschaffen. Diese folgte zunächst den Gleisen in Richtung Glienicker Brücke, bog jedoch an der Holzmarktstraße nach rechts ab und überquerte über die neue Brücke die Havel. In Babelsberg wurde die alte Strecke zur Fontanestraße erreicht. Die feierliche Eröffnung dieser direkten Verbindung zwischen dem Stadtzentrum und Babelsberg erfolgte am 30. April 1985. Durch diese neue Havelquerung konnte außerdem eine Anbindung des neuen Wohngebietes Zentrum-Ost, südlich vom Babelsberger Park realisiert werden. Die damaligen Linien 4 und 9 (später 94 und 99) befuhren die neue Strecke und befahren sie bis heute.
Die alte Strecke nach Babelsberg über die Friedrich-Engels-Straße wurde zunächst von der damaligen Linie 5, später Linie 95 weiter bedient. 1992 wurde sie kurzfristig aufgegeben, da die im Winter 1975/76 dort auf Großverbundplatten verlegten Gleise inzwischen völlig verschlissen waren und das auf diesem Abschnitt besonders stark gesunkene Verkehrsaufkommen einen Neuaufbau nicht rechtfertigte. Bis 1993 war sie noch für Betriebsfahrten befahrbar. In der Daimlerstraße an der Ecke zur Rudolf-Breitscheid-Straße liegen noch heute die letzten Gleisreste und bilden dort ein Gleisdreieck. Dort besteht eine Wendemöglichkeit, die zum Beispiel während der Babelsberger Live-Nacht genutzt wurde. Die Züge aus Richtung Stadt enden an der Haltestelle Rathaus Babelsberg, setzen zurück in die Daimlerstraße und fahren vorwärts in Richtung Alt Nowawes und zur Innenstadt.
Um 2008 wurden die Humboldtbrücke und die Nutheschnellstraße weiter ausgebaut. Dabei wurde die Trasse der Straßenbahn zwischen den Haltestellen Holzmarktstraße und Alt Nowawes von der Mittel- in die Seitenlage verlegt. Ziel war unter anderem eine Aufwertung der Humboldtbrücke und die behindertengerechte Erschließung der Haltestelle Humboldtring.

### Im Südosten: Rehbrücke und Kirchsteigfeld
Der Bau einer Straßenbahn entlang der heutigen Heinrich-Mann-Allee bis zum Bahnhof Rehbrücke wurde bereits in den 1920er Jahren geplant, aber aufgrund mangelnder Rentabilität zunächst nicht ausgeführt. Außerdem wurden bis 1930 alle verfügbaren Mittel in die Neubaustrecke zum Schützenhaus (siehe unten) investiert. Anfang der 1930er Jahre wurden jedoch im Bereich der Saarmunder Straße neue Wohnviertel errichtet, und die Strecke wurde 1934 erbaut und im September 1934 eröffnet. Sie war damals nur bis zur Drevesstraße zweigleisig, auf dem eingleisigen Abschnitt gab es Ausweichen am Ravensbergweg und an der Endstelle Bahnhof Rehbrücke. Die Gleise wurden damals – und sind es auch heute noch – bis in Höhe der Friedhofsgasse in Straßenmitte verlegt, danach wechseln sie in die südliche Seitenlage. Eine von der Gemeinde Rehbrücke gewünschte Verlängerung bis 800 Meter südlich des Rehgrabens kam nicht zustande, weil die Reichsbahn eine Kreuzung der Eisenbahn in Schienenhöhe strikt ausschloss.
Am 12. März 1935 wurde die neue Strecke für die Höchstgeschwindigkeit von 40 km/h zugelassen und war damit damals die schnellste im Potsdamer Netz. Um das Wagenmaterial freizügiger einsetzen zu können, diente ein vormaliger Exerzierplatz nahe dem Friedhof an der Saarmunder Straße zur Errichtung einer zweiten Wagenhalle (1934).
Das Fahrgastaufkommen nahm schnell zu, und 1941 wurde der Abschnitt von der Drevesstraße zur Waldstraße zweigleisig ausgebaut. Das war in Kriegszeiten nur möglich, indem an anderer Stelle, insbesondere am Schützenhaus, entbehrliches Gleismaterial ausgebaut wurde.
Am Ende des Zweiten Weltkriegs, als die Potsdamer Straßenbahn keinen Personenverkehr mehr durchführte und der Betriebshof Saarmunder Straße von den Arado-Werken genutzt wurde, wurden zahlreiche Straßenbahnen auf der Strecke nach Rehbrücke abgestellt, wo sie den großen Luftangriff auf Potsdam vom 14. April 1945 und das Kriegsende unbeschadet überstanden.
1951 wurde der zweigleisige Ausbau bis Ravensbergweg ausgedehnt, dadurch kam es zu höherer Pünktlichkeit auf der Linie, insbesondere bei den am Ravensbergweg wendenden Wagen. Der Rest der Strecke bis Rehbrücke folgte 1966, dieser wurde beim zweigleisige Ausbau auch zum Teil neu trassiert.
Im Jahre 1952 erhielt die Endstelle Rehbrücke erstmals eine Wendeschleife. Diese wurde im Herbst 1986 umgebaut und war ab dann zweigleisig, das damals schon mitgeplante dritte Gleis wurde erst im Herbst 1993 hinzugefügt.
Ab den 1970er Jahren wurden im Süden und Südosten Potsdams nach und nach große Neubauviertel errichtet, deren verkehrliche Anbindung an das Stadtzentrum sichergestellt werden musste. Neben dem Wohngebiet Waldstadt I, das bereits im Jahr 1960 erbaut worden war, entstand auf Beschluss vom 16. März 1977 ein weiterer Wohnkomplex Waldstadt II. Eine günstige Verkehrsanbindung bestand bereits durch die Straßenbahnstrecke zum Bahnhof Rehbrücke. Allerdings erhöhte sich das Fahrgastaufkommen nach Fertigstellung des Neubaugebietes im Jahre 1985 stark, dort kamen 5190 Wohnungen mit 13.500 Einwohnern hinzu.
Außerdem entstand auf den Nuthewiesen das Neubaugebiet Am Schlaatz mit Wohnungen für 16.000 Einwohner und weiter östlich davon, jenseits der Nuthe, das Wohngebiet Am Stern. Bei den Planungen bereitete die Streckenführung besondere Schwierigkeiten, da die Bahnstrecke Berlin – Drewitz – Beelitz – Güsten (Kanonenbahn) zu queren war. Hieraus ergab sich ein weiteres Problem durch die Grenzsicherung zu West-Berlin. Eine Straßenbahn entlang der Ernst-Thälmann-Straße (heute Großbeerenstraße) hätte die Bahnstrecke in einem Bereich gekreuzt, in welchem die Transitzüge in Richtung West-Berlin die Grenzkontrolle (etwa auf Höhe des heutigen Betriebshofs Wetzlarer Straße) bereits passiert hatten. Zwar verkehrten über diese Grenzkontrollstelle fast ausschließlich Güterzüge, jedoch stellte eine Querung der hier schon eingezäunten Strecke ein Risiko für mögliche Grenzverletzungen dar. Die Strecke über die Nuthewiesen war daher, trotz der umfangreicheren Baumaßnahmen, die einzige vertretbare Variante.
Die Straßenbahngesellschaft entschied sich, die Trasse an der Heinrich-Mann-Allee von der seit 1934 existierenden Strecke nach Rehbrücke abzweigen zu lassen, um das zukünftige Wohngebiet Am Schlaatz südlich zu tangieren. Nach Erreichen der Nuthe wurde der folgende Streckenabschnitt im Charakter einer Überlandstraßenbahn mit überhöhten Kurven und nach Gleisbaunormen angelegt, wie sie bei der Deutschen Reichsbahn verwandt wurden. Das Gleis erreichte hier eine Dammhöhe von bis zu neun Metern. Nach Querung der Bahnstrecke sollte die zu bauende Nutheschnellstraße ebenfalls überquert werden, um an der Turmstraße schließlich wieder das Straßenniveau zu erreichen. Ab hier hatte die Strecke wieder den Charakter einer Straßenbahn und erreichte über die Haltestelle Johannes-Kepler-Platz, deren Umfeld einen zentralen Mittelpunkt im Wohngebiet Am Stern darstellt, die Haltestelle Max-Born-Straße und schließlich ihrem Endpunkt Am Stern. Die Arbeiten begannen im Jahr 1980. Zur Zuführung von schwerem Gleisbaugerät wurde zwischen Eisenbahnbrücke und Schnellstraßenüberführung ein Anschlussgleis zur Bahnstrecke angelegt. Unter Nutzung von Reichsbahn-Technik (wie zum Beispiel Diesellokomotiven der Baureihe 106, Stopfmaschinen und überhöhten Gleisen) sowie unter Einsatz von Hubschraubern zum Setzen der Oberleitungsmasten wurden bis zu 500 Meter Gleis täglich verlegt. Im Gegensatz dazu kam eine konventionelle Straßenbahn-Oberleitung zur Anwendung, für die 198 Masten aufgestellt werden mussten. Temporär wurde in der Bauphase an der Kurve an der Haltestelle Gaußstraße ein Baugleis verlegt, das einen großzügigeren Radius als die heute bestehende Trasse hatte, da die zum Gleisbau verwendeten Gerätschaften bei Kurvenhalbmessern von heute 50 Meter nicht eingesetzt werden konnten. Nachdem bereits am Schlaatz mit Heck-an-Heck-Betrieb eine Stichstrecke bedient wurde, fand die Gesamteröffnung des fortan als Sternstrecke bezeichneten Abschnitts am 7. Oktober 1982 statt. Auf den maximal überhöhten Kurven wurden laut offiziellen Berichten bei Probefahrten bis zu 75 km/h erreicht.
Da ab 1988 südlich des Wohngebiets Am Stern ein weiteres Wohngebiet Neu-Drewitz erbaut wurde, bestand Bedarf an einer Erweiterung des Streckenastes bis zur Robert-Baberske-Straße. Eine Höherlegung der Nutheschnellstraße war hierfür unumgänglich.
Am 7. Februar 1993 konnte die Erweiterung nach Drewitz feierlich eröffnet werden. Die Strecke verläuft ab der Haltestelle Gaußstraße in südliche Richtung und schwenkt nach Unterquerung der Nutheschnellstraße in südwestliche Richtung um dem Verlauf der Konrad-Wolf-Allee zu folgen, die das Neubaugebiet mittig durchquert. Während der Planung wurde die Haltestelle Hans-Albers-Straße etwas weiter nordöstlich zu ihrem heutigen Standort verlegt. Bereits beim Bau des Streckenabschnittes wurde eine Erweiterung ins südlich gelegene geplante Wohngebiet Kirchsteigfeld vorbereitet und entsprechende Weichen an der Wendeschleife Robert-Baberske-Straße eingebaut.
Durch das im Oktober 1996 eröffnete Einkaufszentrums Stern-Center Potsdam erhöhte sich das Fahrgastaufkommen in Richtung Stern und Drewitz zusätzlich, da das Stern-Center zum wichtigsten Einkaufszentrum in Potsdam wurde.
Am 12. August 1997 erfolgte der erste Spatenstich zur geplanten Verlängerung der Straßenbahn ins Kirchsteigfeld. Ausgehend von der bisherigen Endhaltestelle Robert-Baberske-Straße sollte eine 1,1 Kilometer lange Neubaustrecke das Neubaugebiet erschließen, wobei die Baukosten mit 7,3 Millionen D-Mark beziffert wurden (das entspricht aktuell etwa 6.100.000 Euro). Probleme bereitete zunächst der Erwerb des Grundstücks für die Anlage der zukünftigen Wendeschleife an der Marie-Juchacz-Straße, wobei erst im Februar des folgenden Jahres eine Einigung erzielt werden konnte. Am 23. Mai 1998 wurde die Sternstrecke von Drewitz aus ins Neubaugebiet Kirchsteigfeld erweitert. Bei diesem Bauvorhaben wurden insgesamt 2500 Meter Gleis verlegt, zwischen den Haltestellen Hirtengraben und der Endhaltestelle Marie-Juchacz-Straße vorwiegend als Rasengleis. Der restliche Teil ist gepflastert, damit hier Regional- und Nachtbusse die Trasse nutzen können.

### Im Südwesten: Schützenhaus (ehemalige Strecke)

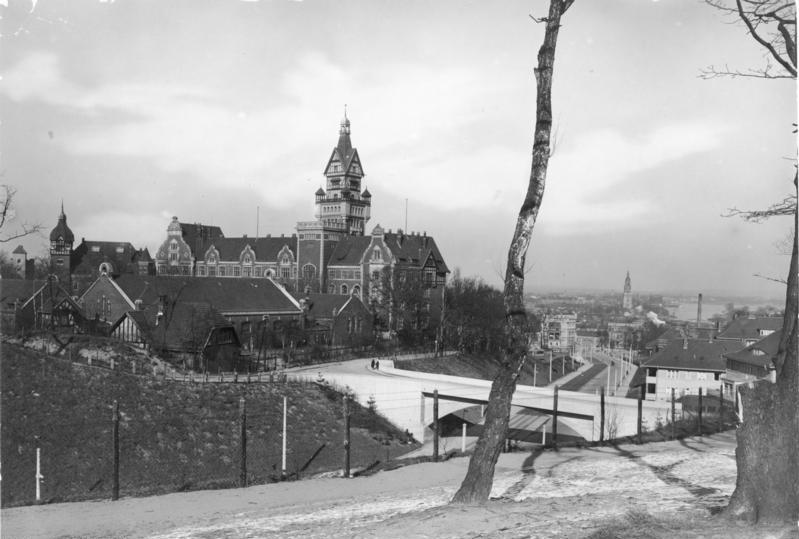
Brauhausberg mit Schützenhausstrecke im Vordergrund, 1930

1930 wurde eine Strecke zum Schützenhaus eröffnet und von der neu geschaffenen Linie 5 (Wilhelmplatz – Schützenhaus) bedient. Die neue Strecke folgte der heutigen Bundesstraße 2 und sollte eigentlich nur das erste Stück einer Verbindung nach Caputh sein. Die Vertragsverhältnisse waren kompliziert: Potsdam hatte sich gegenüber dem Landkreis Zauch-Belzig zum Bau der Strecke bis zum Bahnhof Schwielowsee verpflichtet, allerdings wollte die Gemeinde Caputh jetzt anstatt einer Straßenbahn durch ihr bewohntes Gebiet nur noch eine Trassierung bis zum Ortseingang ihrer langgestreckten Gemeinde, was wiederum von Potsdam abgelehnt wurde, da hier zu wenig Fahrgäste zu erwarten waren. Die teilweise bereits ausgeführten Erdarbeiten wurden abgebrochen, die Strecke nach Caputh niemals weitergebaut.
Die Linie 5 beförderte auf ihrer sogar zweigleisig ausgeführte Strecke zum Schützenhaus von Anfang an nur wenige Fahrgäste. Bald wurde sie zu einer Pendellinie zwischen Schützenplatz (heute Kreuzung Heinrich-Mann-Allee / Brauhausberg) und Schützenhaus degradiert, auf der ein kleiner Triebwagen im 30-Minuten-Takt fuhr. 1940 wurde das zweite Gleis abgebaut, 1944 war die Linie nur noch mittwochs und samstags in den Vormittagsstunden in Betrieb, zuletzt (bis April 1945) fand nur noch Güterverkehr statt. Direkt nach Kriegsende begann im Mai 1945 der Abbau der Gleisanlagen, das Material wurde an anderen Stellen im Potsdamer Netz verbaut.
Noch heute ist die alte Trasse in der Seitenlage der Straße am Brauhausberg deutlich erkennbar, auf Teilen des ehemaligen Schienenstrangs befinden sich Querparkplätze.

## Fahrzeuge

### Vor dem Zweiten Weltkrieg gebaute Fahrzeuge
Die Gottfried Lindner AG aus Ammendorf lieferte in den Jahren 1907 und 1908 die ersten 29 elektrisch angetriebenen Straßenbahnwagen. Dazu wurden zehn Beiwagen geliefert, fünf weitere wurden aus Pferdewagen umgebaut. Ab 1922 wurden alle Wagen umgebaut, sie erhielten eine Plattformfrontverglasung und eine für Potsdam lange charakteristische braune Lackierung, was ihnen vom Volksmund den Namen Kakaobahn einbrachte. Vom gleichen Hersteller folgten von 1926 bis 1928 weitere sieben Triebwagen und siebzehn Beiwagen. Für die Inbetriebnahme der Strecke nach Rehbrücke im Jahr 1934 wurden sieben baugleiche, aber leistungsstärkere Fahrzeuge des Herstellers Christoph & Unmack angeschafft.
Durch Kriegseinwirkungen wurden viele dieser Straßenbahnwagen zerstört. In der Nachkriegszeit gab es einen großen Mangel an Straßenbahnfahrzeugen.
Von den allerersten Triebwagen aus den Jahren 1907 und 1908 wurden elf im Jahre 1954 noch einmal modernisiert. Der Fahrgasteinsatz der übrigen Triebwagen endete 1958, der der modernisierten Triebwagen 1968, drei Arbeitstriebwagen fuhren bis 1971. Keines dieser Fahrzeuge blieb erhalten. Auf Basis einer erhaltenen Güterlore wurde 2011 ein Wagen rekonstruiert (siehe unter „Historische Wagen“).

### Von 1951 bis 1972

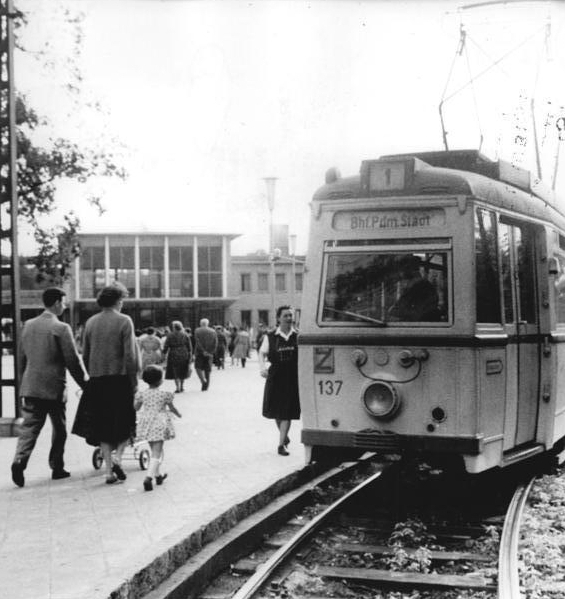
LOWA-Wagen auf der Linie 1 vor dem heutigen Bahnhof Potsdam Pirschheide, 1961

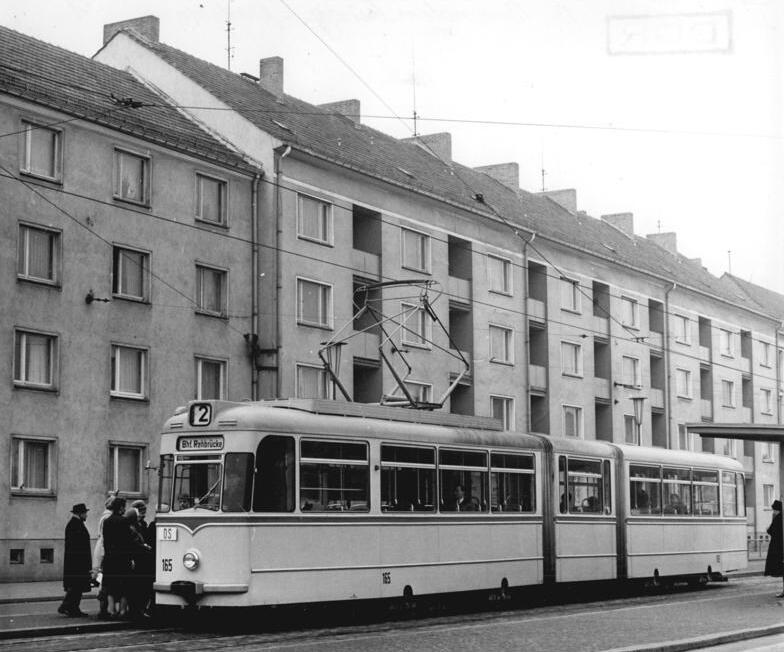
Gothaer Gelenkwagen am Platz der Einheit, 1965

Ab 1951 erreichten die ersten Triebwagen des Typs LOWA die Stadt. Fünf 1955 aus Leipzig übernommene Triebwagen mit Baujahren um 1910 blieben ohne Einsatz und wurden noch im gleichen Jahr nach Schwerin weitergegeben. Ab 1958 kamen außerdem die ersten Straßenbahnwagen aus Gothaer Produktion in die Havelstadt. Zunächst 1958 zwei Beiwagen des Typs B 57, bis 1961 dann weitere sechs Triebwagen T 57 und drei Beiwagen B 57. Diese Fahrzeuge wurden auch zusammen mit Altbaufahrzeugen eingesetzt. Im gleichen Jahr gelangten auch die ersten zwei Gelenkwagen des Typs G4-61 nach Potsdam, bis 1965 verfügte der Verkehrsbetrieb über zehn Gelenkwagen dieses Typs. Zehn G4-65 wurden ab 1965 geliefert, durch die es zusammen mit den außerdem gelieferten T2-62 und B2-62 gelang, den Bestand an Vorkriegsfahrzeugen auf ein Minimum zu reduzieren. Der Gelenkwagen 180 vom Typ G4-65 war der letzte in Gotha gebaute Straßenbahnwagen für die DDR, alle nachfolgenden Fahrzeuge für Betriebe in der DDR wurden aus dem Ausland bezogen.
Im Jahr 1984 übernahm der Verkehrsbetrieb erneut eine Serie von sechs gebrauchten Gelenkwagen (180-186) und acht Beiwagen (263-271) des Typs G4 beziehungsweise B2-64 von der Straßenbahn Leipzig, die dort zuvor noch auf Normalspur umgespurt wurden. Von diesen Fahrzeugen gelangten ein Gelenkwagen und drei Beiwagen ab Juni 1986 in den Betriebseinsatz. Allerdings war deren Zustand zum Teil so schlecht, dass einige nie zum Einsatz kamen. Die ungenutzten Fahrzeuge wurden 1989 ausgemustert, Triebwagen 186 dann zusammen mit den letzten in Betrieb befindlichen Gothawagen im Jahr 1991.
Ergänzend kamen auch Rekowagen der Typen TE 59, TE 63/1 und TE 63/2 sowie Beiwagen des Typs BE 59/1 als Gebrauchtfahrzeuge aus Berlin zum Einsatz, die zwischen Dezember 1972 und 1978 in Potsdam gefahren wurden.

### Tatra-Fahrzeuge

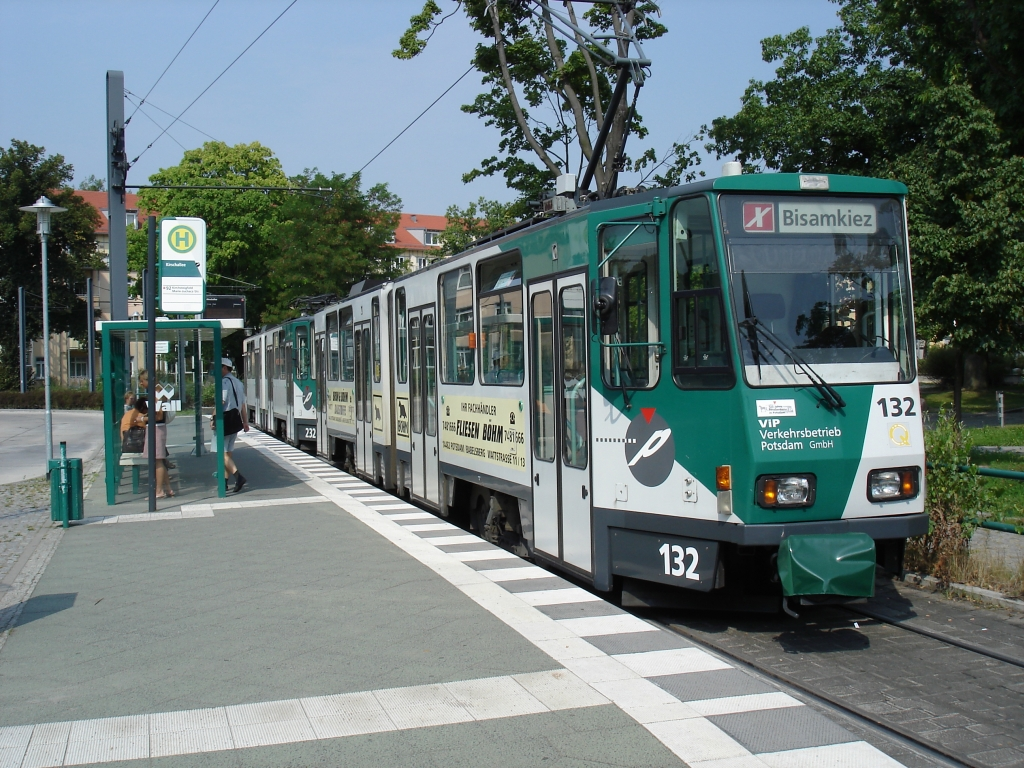
Tatra-Wagen in Bornstedt an der Kirschallee

Im Jahre 1972 gab es in Potsdam nur rollendes Material aus Vorkriegsbeständen und aus Werdauer und Gothaer Produktion, während die meisten anderen Straßenbahnbetrieben in der DDR wie Dresden, Leipzig, Halle oder Magdeburg bereits neu gebaute Straßenbahnwagen (der Baureihe Tatra) aus tschechoslowakischer Produktion einsetzten.
Erst mit dem Entwurf des Tatra KT4-Kurzgelenkwagens entschloss sich die Potsdamer Betriebsleitung für einen Bezug von Straßenbahnen aus der Tschechoslowakei. Die beiden Prototypen dieses neuen Typs gelangten nach der ersten Erprobung auf dem Netz der Straßenbahn Prag am 29. November 1974 nach Potsdam, nachdem Berlin kein Interesse an den Fahrzeugen zeigte. Bereits zwei Monate später kamen sie im regulären Fahrgastbetrieb zum Einsatz. Ab 1977 wurden die ersten Serienfahrzeuge geliefert, sodass 1979 bereits 17 KT4D im Bestand waren, darunter auch die beiden Prototypen 001 und 002.
Zwischen Juni 1989 und April 1990 gelangten insgesamt 80 KT4D von der Straßenbahn Berlin nach Potsdam. Dadurch konnten nicht nur die noch im Einsatz befindlichen Gothawagen T57 sowie Gelenkwagen des Typs G4-65 sukzessiv ersetzt werden, die ab 1987 noch eine rot-weiße Lackierung erhalten hatten.
Letztmals kamen die Gothawagen am 3. Januar 1990 auf der Linie 4 zum Einsatz, eine Abschiedsfahrt fand am 10. März 1990 mit Wagen 186-271 statt.
Im Jahre 1989 wurden zahlreiche erst zwei Jahre alte Tatras von Berlin nach Potsdam abgegeben, 1990 folgten weitere, nur wenig ältere Wagen. Dadurch konnten in Berlin alle älteren Fahrzeugtypen ersetzt werden.
Nach der Wende, um 1992 bestand der Wagenpark für den Linienverkehr ausschließlich aus Fahrzeugen des tschechischen Herstellers Tatra der Baujahre 1977 bis 1987. Diese wurden größtenteils bis 1995 modernisiert. Bei der feierlichen Eröffnung der Neubaustrecke zur Robert-Baberske-Straße am 7. Februar 1993 wurde ein modernisierter Tatrawagen der Öffentlichkeit präsentiert. Insgesamt wurden zwischen 1993 und 1995 85 KT4D in Hennigsdorf und in Bautzen grundlegend modernisiert und fortan als KT4Dm bezeichnet. Die modernisierten Wagen erhielten die Nummern 101 bis 162 (führende Triebwagen) und 201 bis 259 (geführte Triebwagen, die nur an zweiter Stelle laufen). Die meisten dieser Wagen wurden bis 2009 an andere Städte abgegeben und fahren dort noch heute.
In den 1980er Jahren und nochmals etwa 2004 fanden Versuche mit KT4D-Dreiwagenzügen im Netz statt, die jedoch nicht weiter verfolgt wurden. Hierfür weisen fast alle Haltestellen die erforderliche Länge auf. Lediglich die Haltestellen Abzw. Betriebshof ViP und Glienicker Brücke sind nicht entsprechend ausgebaut.
Mitte 2011 wurden noch 37 modernisierte, hochflurige Tatra KT4D-Triebwagen in Potsdam eingesetzt. In der Folgezeit sank der Bedarf. Acht dieser Triebwagen mit Beschleunigersteuerung wurden im September 2015 an die Straßenbahn Alexandria verkauft.
Im August 2015 wurden die verbliebenen KT4DM umgebaut: Die Rollbandanzeige wurde gegen die bei den Niederflurwagen übliche orangefarbene LED-Zielanzeige ausgetauscht. Zudem wurde die am Dach seitlich angebrachte Beschilderung (Werbung für die Sonderlinien Krongut-Linie Tram 92, Kultur-Linie Tram 93 und Tropen-Linie Tram 96) entfernt.
Im November 2015 wurden noch 21 Tatra-Wagen (davon 11 führende Triebwagen) in Potsdam eingesetzt. Alle diese Wagen wurden 1987 nach Berlin ausgeliefert, 1989 nach Potsdam überführt und 1995 modernisiert. Im Vergleich zu später beschafften Wagen können sie mehr Fahrgäste mitnehmen, sind allerdings nicht behindertengerecht.
Mit Stand März 2025 sind 18 Fahrzeuge des Typs KT4DMC im Bestand der ViP. Sie sollen voraussichtlich 2025/26 durch 13 bestellte Neufahrzeuge ersetzt werden. Somit wird dann auch der Einsatz von Tatra-Fahrzeugen im Linienverkehr in Potsdam enden.

### Combino

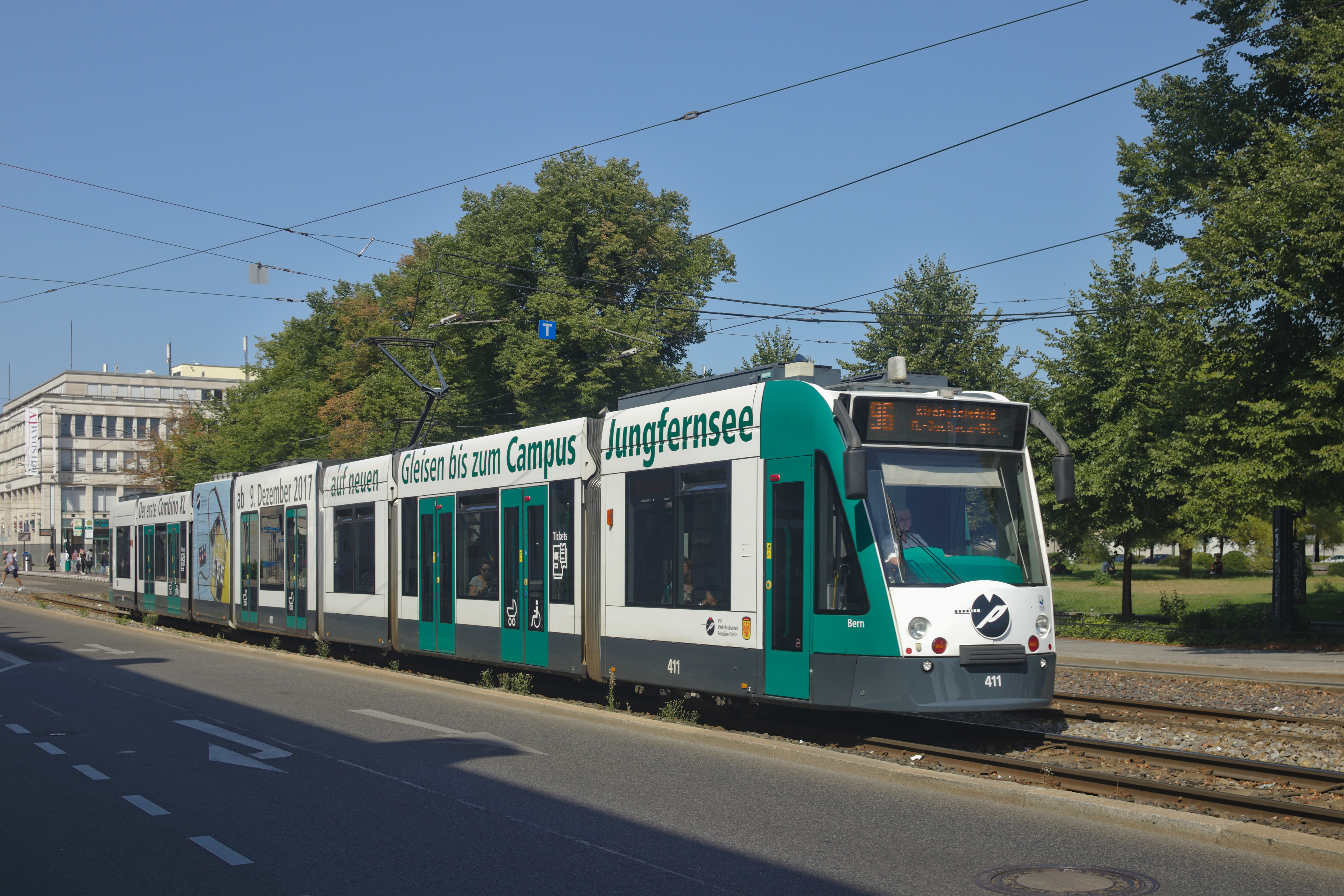
Ein verlängerter Combino auf der Linie 96 am Platz der Einheit

Der Combino wurde im Jahre 1996 von der Firma Siemens Verkehrstechnik vorgestellt. Eine Systembauweise des Wagens mit strikter Modularität und einem geschraubten (anstatt geschweißten) Aluminiumaufbau sollte eine 100-prozentige Niederflurigkeit, geringe Anschaffungskosten und schnelle Auslieferung ermöglichen. Potsdam bestellte als erste Stadt weltweit den Combino. Da mit sinkenden Fahrgastzahlen gerechnet wurde, wurde eine Version bestellt, die deutlich kürzer war als die bisher eingesetzten Tatras in Doppeltraktion.
Die ersten vier Combinos (Wagen-Nr. 401–404) wurden 1998 ausgeliefert. Geplant war die Anschaffung von vier Fahrzeuge pro Jahr, insgesamt 48 Combinos, womit die Tatra-Flotte vollständig ersetzt worden wäre. Aufgrund von Finanzierungsschwierigkeiten wurden nach dem Eintreffen der letzten Combinos im April 2001 (Wagen-Nr. 413–416) die Auslieferungen zunächst nur vorläufig unterbrochen.
Aufgrund von Konstruktionsmängeln traten im Sommer 2003 Risse im Bereich der Portalbögen zwischen den einzelnen Fahrzeugteilen auf, die im Rahmen der Garantie von Siemens repariert wurden. Außerdem wurde eine zu hohe Geräuschentwicklung beklagt. Die Stadt überlegte, aus den Lieferverträgen mit Siemens auszusteigen, scheute jedoch die hohen dann fälligen Kosten.
Auch in anderen Städten gab es Probleme mit den Combinos und zeitweise Außerbetriebnahmen. Als Ende 2003 ein Freiburger Wagen zur Begutachtung nach Prag geschickt wurde, stellte Siemens fest, dass die Berechnung der Stabilität des Wagenaufbaus fehlerhaft war. Die tonnenschwere Elektroausrüstung direkt unter dem Dach, eine Folge der Niederflurbauweise, könnte bei einer Kollision oder gar nur bei einer Notbremsung auf die in der Straßenbahn sitzenden Fahrgäste stürzen. Siemens empfahl daraufhin im März 2004 weltweit, Combino-Bahnen mit einer Laufleistung von über 120 000 Kilometern aus dem Verkehr zu nehmen.
Daraufhin wurden in Potsdam alle 16 Combinos vorsichtshalber außer Betrieb genommen, da sie inzwischen alle diese Laufleistung erreicht hatten. Das stellte den Verkehrsbetrieb vor große Probleme, es wurden sogar Museumsfahrzeuge eingesetzt und bereits verkaufte Tatras zurückgeholt. Durch Lockerung der Schadensklassen in den Empfehlungen von Siemens waren im Juni 2004 wieder fünf Combinos vorläufig einsetzbar und bis Ende des Jahres die gesamte Flotte.
Die fehlerhaft konstruierten Combinos wurden ab 2007 von Siemens zerlegt und komplett vom Fahrwerk neu aufgebaut, diesmal in herkömmlicher Schweißtechnik und Stahlbauweise. Im Dezember 2008 standen alle 16 Fahrzeuge wieder in Potsdam zur Verfügung.
Da sich die Combinos als unzuverlässig erwiesen hatten, wollten die Potsdamer Verkehrsbetriebe den 2001 nur vorläufig unterbrochenen Liefervertrag mit Siemens nicht fortsetzen und bestellten Ende 2008 andere Fahrzeuge beim Konkurrenten Stadler. Dagegen legte die Firma Siemens Beschwerde ein, ein entsprechender Eilantrag wurde jedoch vom Oberlandesgericht Brandenburg zurückgewiesen.
Im Juli 2015 reichte die ViP einen Auftrag bei Siemens ein, um acht der Combinos von fünf auf sieben Teile verlängern zu lassen. Grund war die mangelnde Kapazität der Fünfteiler bei inzwischen stark gestiegenem Fahrgastaufkommen. Der erste umgebaute Combino wurde im September 2017 fertiggestellt und geht voraussichtlich im Dezember 2017 in Betrieb. Da die zwei neuen Mittelsegmente aus der Combino-Nachfolgebaureihe Avenio übernommen wurden, ragen diese einige Zentimeter über die Dachkante der anderen Elemente der Combinos. Für die nun rund 10 Meter längeren Wagen muss außerdem die Werkstatt umgebaut werden. Auf diese Weise waren bereits 2009 acht Combinos in Bern verlängert worden.
 Combino-Prototyp 

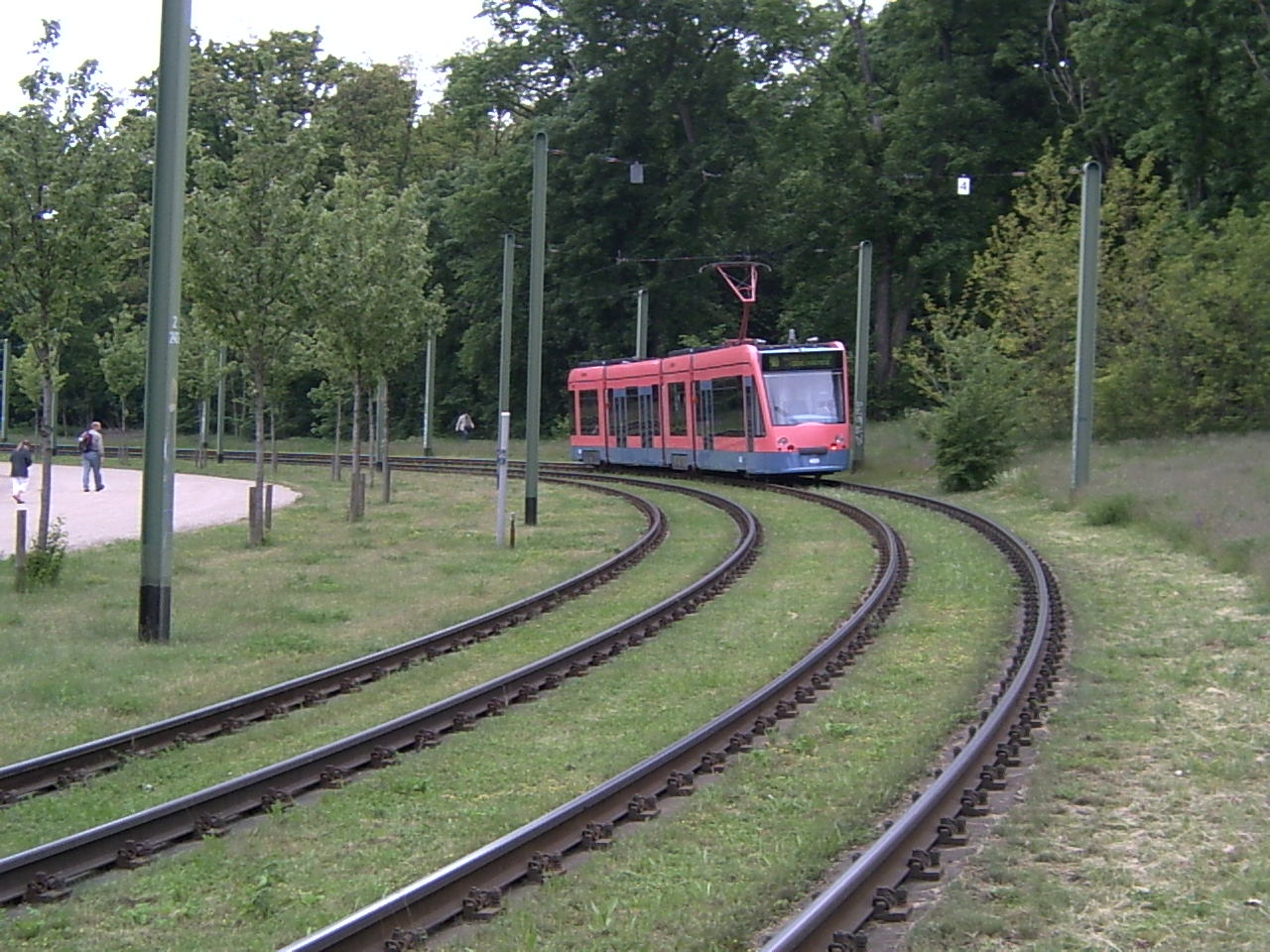
Der Combino-Prototyp (Triebwagen 400) nahe der Haltestelle Puschkinallee im Frühjahr 2005

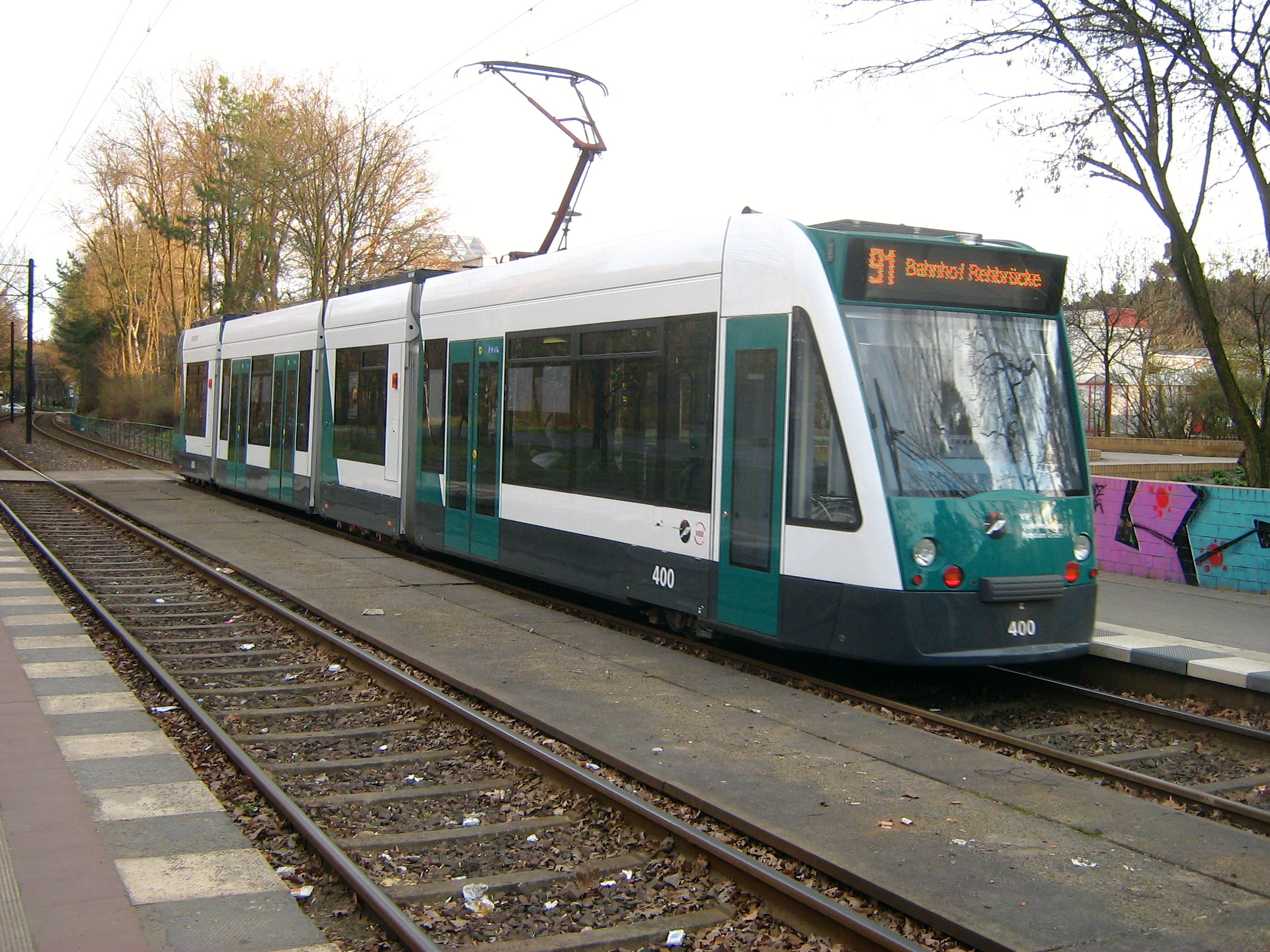
Dasselbe Fahrzeug 2010 in ViP-Lackierung auf der Linie 91 an der Haltestelle Friedrich-Wolf-Str.

Der Combino-Prototyp wurde 1996 von Siemens gebaut und im Sommer 1997 auf den Linien 92 (Kapellenberg – Robert-Baberske-Straße) und 95 (Kapellenberg – Fontanestraße) eingesetzt. Die Fahrgäste konnten die Fahrten kostenlos nutzen. Anschließend wurde der Prototyp in verschiedenen Städten als Testwagen potentiellen Käufern vorgeführt. Im Jahre 2002 übernahm ihn die ViP für einen Euro als historisches Fahrzeug. Ein Einsatz war zunächst nicht vorgesehen.
Im Unterschied zu den für Potsdam produzierten Serienfahrzeugen besitzt der Prototyp nur vier statt fünf Segmente und ist ein Zweirichtungsfahrzeug.
Nach dem Neuaufbau aller 16 Serienfahrzeuge bis 2008 wurde anschließend auch der Combino-Prototyp im Jahre 2009 als zusätzliches 17. Fahrzeug für den Linieneinsatz aufgearbeitet. Nach einer Entgleisung im Gleisdreieck Glienicker Brücke im November 2010 kam das Fahrzeug für mehrere Monate nicht zum Einsatz. Nach erfolgreicher Reparatur war es eingeschränkt wieder im Einsatz. Seit 2014 ist das Fahrzeug aufgrund von Problemen am Einzelrad-Einzelfahrwerk und der schlechten Ersatzteilversorgung wieder abgestellt.
Nach 2 Jahren der Abstellung wurde Wagen 400 am 6. Dezember 2015 probeweise auf den Adventssonderfahrten des Glühweinexpress eingesetzt, seit 14. Dezember befand er sich wieder im Liniendienst. Während der zweijährigen Abstellung wurden zum einen das Einzelrad-Einzelfahrwerk ausgebessert, zum anderen aber auch die Triebfahrwerke hauptuntersucht. Das Fahrzeug kam aufgrund seiner im Vergleich zu den Combino-Serienfahrzeugen geringeren Kapazität vor allem auf den Linien 94, 98 und 99 zum Einsatz.
Im April 2018 begann der Umbau des Combino-Prototypen zur ersten autonom fahrenden Straßenbahn der Welt. Zusammen mit der ViP startete die Siemens Mobility GmbH das Projekt „Autonomous“. Der Combino Nr. 400 (Baujahr 1996) bekam zahlreiche Sensoren zur Überwachung des Fahrweges und der Umgebung sowie weitreichende Computertechnik eingebaut. So umgerüstet rollt er seit Mai 2018 völlig autonom auf dem Streckenabschnitt zwischen Betriebshof ViP und der Wendeschleife am Stern.
Das Fahrzeug wird während der Testphase von Technikern und Ingenieuren von Siemens begleitet, die die gesammelten Daten auswerten. Zur Sicherheit fährt auch immer ein Fahrer der ViP mit, der im Notfall sofort eingreifen könnte. Nicht autonom fährt der Wagen (Stand September 2018) lediglich auf dem Hof der ViP und ab dem Abzweig in die Wendeschleife.

### Variobahn

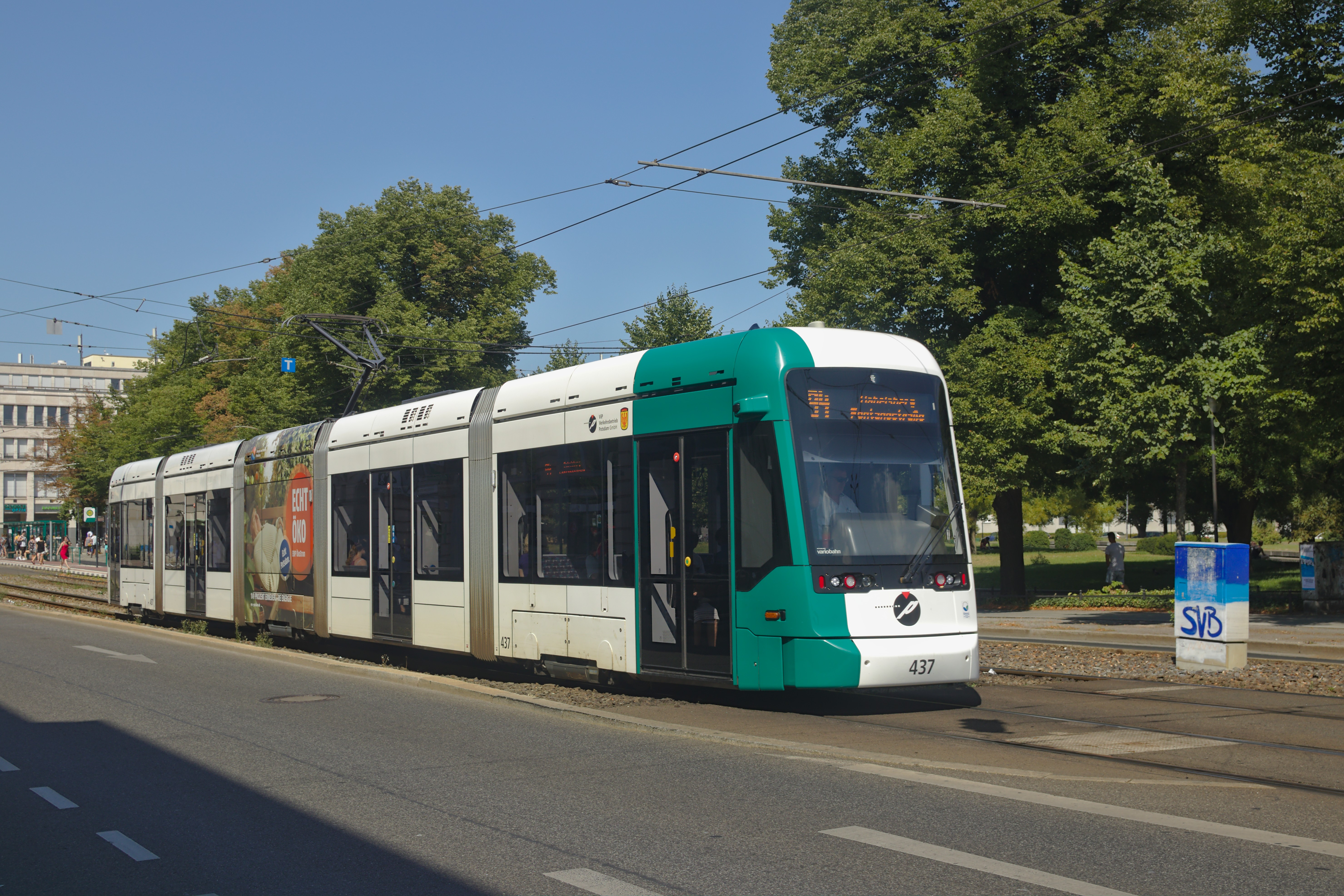
Eine Variobahn auf der Linie 94 am Platz der Einheit

Am 30. Januar 2009 wurden als Ersatz für die verbliebenen Tatra-Triebwagen zehn Niederflurzüge vom Typ Stadler Variobahn im Gesamtwert von 25 Millionen Euro bestellt, die seit 2011 planmäßig eingesetzt werden. Zusätzlich bestand eine Option über weitere acht Fahrzeuge für 20 Millionen Euro. Diese Option wurde eingelöst, und Ende 2014 wurde die letzte von insgesamt 18 Bahnen ausgeliefert. Jede Variobahn ersetzte dabei eine KT4Dm-Doppeltraktion.
Zwischen 2011 und 2012 häuften sich Beschwerden von Fahrgästen über die mangelnde Kapazität und die beengten Verhältnisse im Inneren der neuen Variobahnen, welche stetig weitere Tatrabahnen im Einsatz ablösten. Dies führte ab dem Sommer 2012 dazu, dass vom Einsatz der Variobahnen auf der Sternstrecke nach Möglichkeit abgesehen wurde.
Im Mai 2012 trat an vier der zu diesem Zeitpunkt sieben Potsdamer Variobahnen derselbe Serienschaden auf wie wenige Monate zuvor bei den Variobahnen der Münchner Straßenbahn, der zu Rissen in Gummikörpern der Räder führte. Anders als in München konnten die Bahnen weiterfahren. Es wurde festgelegt, dass alle 5000 km oder rund vier Wochen eine Sichtprüfung durchzuführen war und bei zu großen Rissen ein Radaustausch zu erfolgen hatte, was pro Bahn etwa einen Tag dauerte. Ein in München vorgelegtes Gutachten nannte später Fehler in der Zusammensetzung und Herstellung der Gummielemente „als voraussichtliche Ursache der Schäden“.
2013 trat ein Kupplungsschaden bei 8 der 10 gelieferten Fahrzeuge auf, der dazu führte, dass alle Kupplungsanlagen überarbeitet werden mussten.
Bei einer Routinekontrolle wurde am 22. Januar 2014 ein Fehler an 13 der damals 14 ausgelieferten Variobahnen festgestellt, der zu einer Entgleisungsgefahr führte. Durch eine Toleranzunterschreitung bestand zu wenig Spiel zwischen Rad und Schiene, Probleme bestanden vor allem an den nicht angetriebenen Achsen. Alle fehlerhaften Bahnen wurden umgehend aus dem Verkehr gezogen, nur das jüngste Exemplar war nicht betroffen. Die ViP forderte vom Hersteller einen Sicherheitsnachweis, bevor sie die Bahnen wieder in Betrieb nehmen wollte. Später stellte sich heraus, dass es sich um eine geringe Radschrägstellung handelte, so dass zwei gegenüberliegende Räder eine leichte V-förmige Stellung zueinander besaßen. Nach einer Neuprofilierung der Räder in der ViP-Werkstatt konnten die betroffenen Bahnen wieder für den Linienverkehr eingesetzt werden. Zusätzlich wurde ein stark verkürzter Inspektionsrhythmus von 1000 km (etwa 3 Tage) festgelegt.

### Stadler Tramlink
Im Dezember 2021 gaben Stadler Rail und die VIP die Bestellung von 10 Fahrzeugen des Typs Stadler Tramlink bekannt. Die Lieferung der ersten Fahrzeuge war für 2024 geplant. Zudem besteht eine Option auf weitere 15 Fahrzeuge. Die vollständig niederflurigen und 42 Meter langen Fahrzeuge bieten Platz für 246 Fahrgäste, davon 74 Sitzplätze, und besitzen 8 Türen. Im März 2025 wurde das erste von 13 bestellten Fahrzeugen aus dem Stadler-Werk Valencia in Potsdam angeliefert. Die Aufnahme des Fahrgastbetriebs ist für Juli 2025 geplant.

### Übersicht aktuelle Fahrzeuge
| Modell    | Hersteller | Nummern               | Anzahl         | Baujahre    | Bemerkung |
| --------- | ---------- | --------------------- | -------------- | ----------- | --------- |
| Combino   | Siemens    | 400                   | 1              | 1996        | Prototyp  |
| Combino   | Siemens    | 401 – 416             | 16             | 1998 – 2001 |           |
| Variobahn | Stadler    | 421 – 430             | 10             | 2011 – 2012 |           |
| Variobahn | Stadler    | 431 – 438             | 8              | 2013 – 2014 |           |
| Tramlink  | Stadler    | 441 – 453 (451 – 465) | 13 (Option 12) | 2025 –      |           |

### Fahrzeugbreite
Die Fahrzeuge der nächsten Generation, deren Anschaffung um 2025 erfolgen soll, werden mit 2,40 Metern Breite zehn Zentimeter breiter als die bisherigen sein.

### Historische Wagen

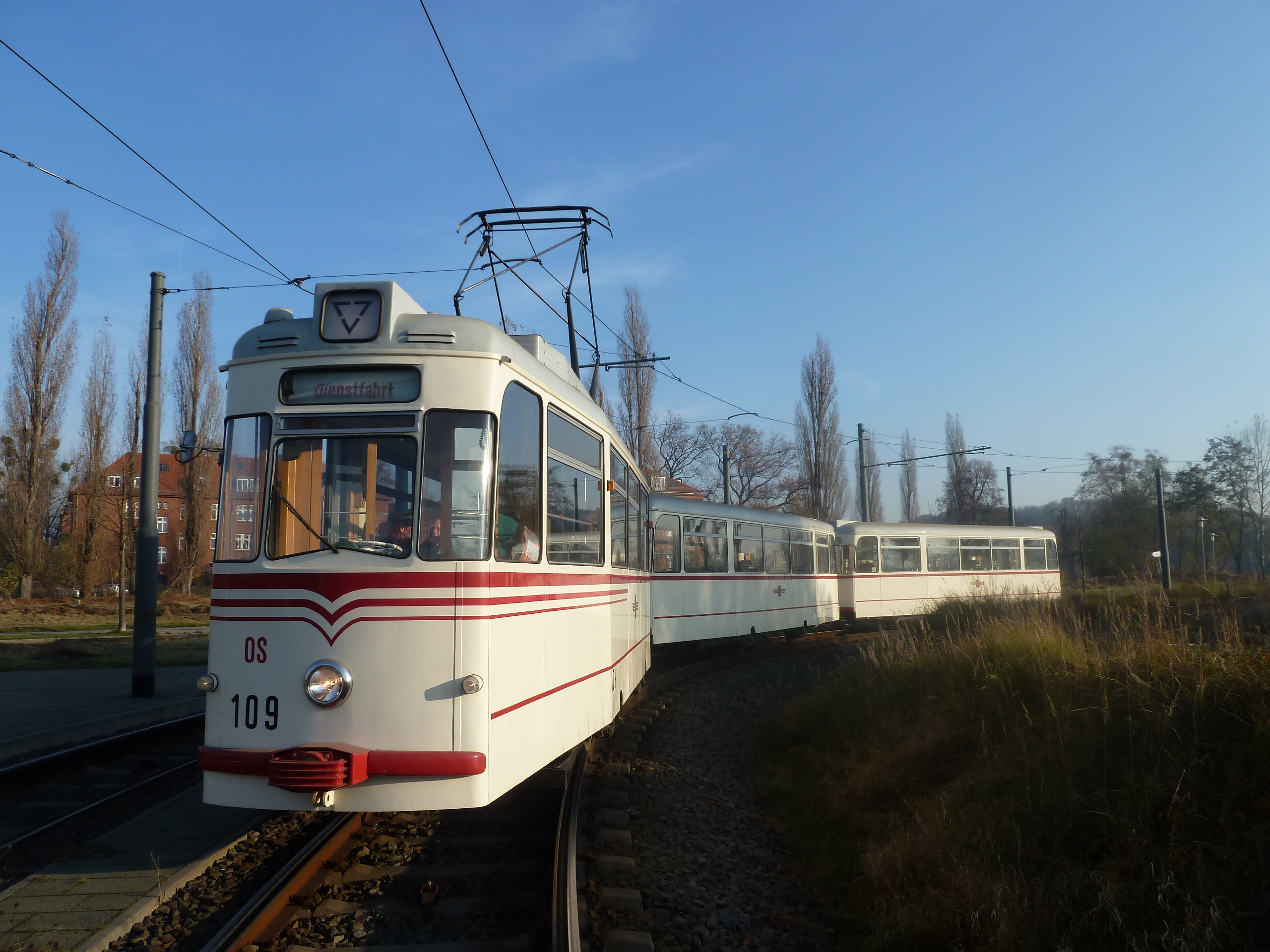
Straßenbahnzug vom Typ T2-62 (Gotha) bei einer Sonderfahrt

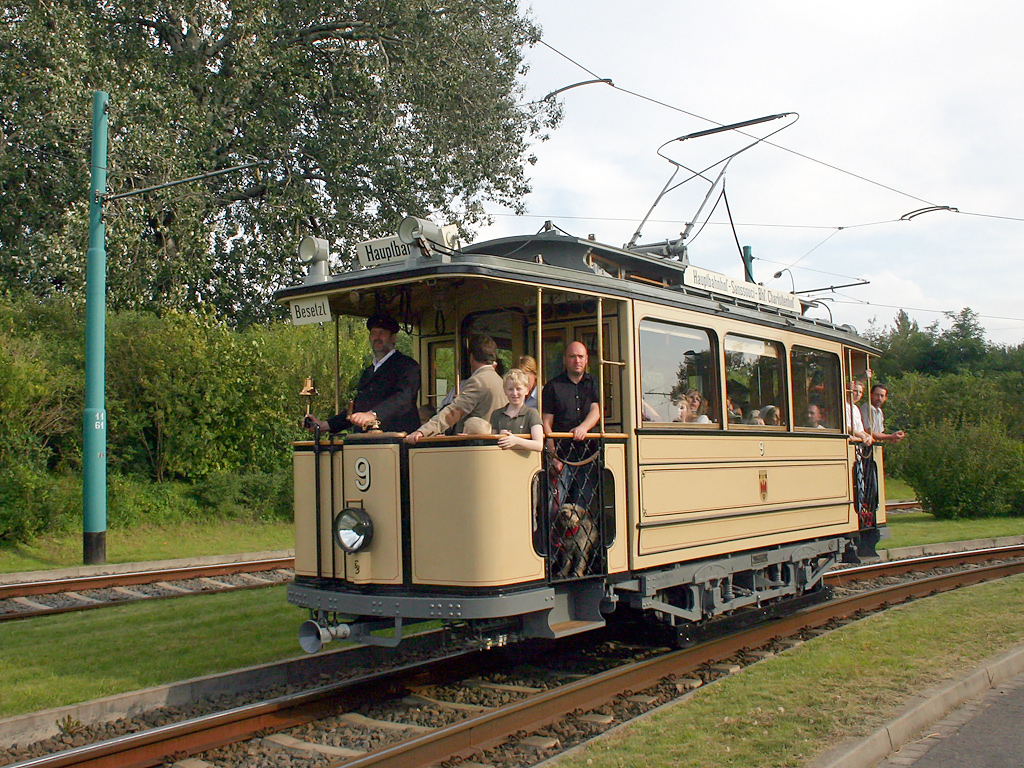
Ein Lindner-Triebwagen von 1907 nach seinem Wiederaufbau im Jahre 2011

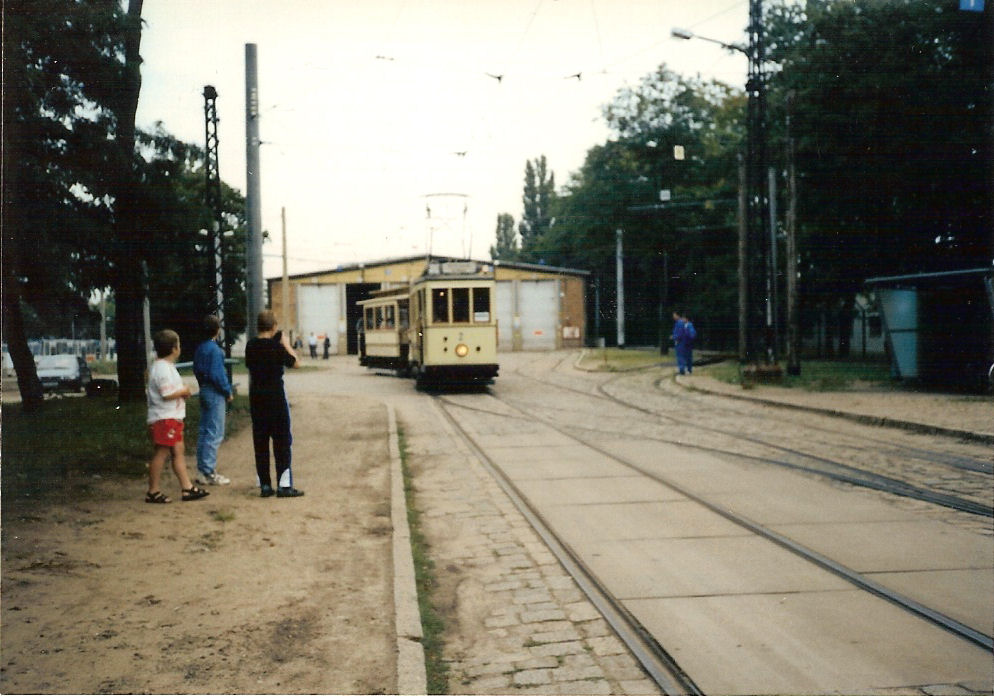
Historischer Triebwagen 2 der Straßenbahn Woltersdorf anlässlich des 90-jährigen Jubiläums der elektrischen Straßenbahn, im Hintergrund der Betriebshof Drevesstraße

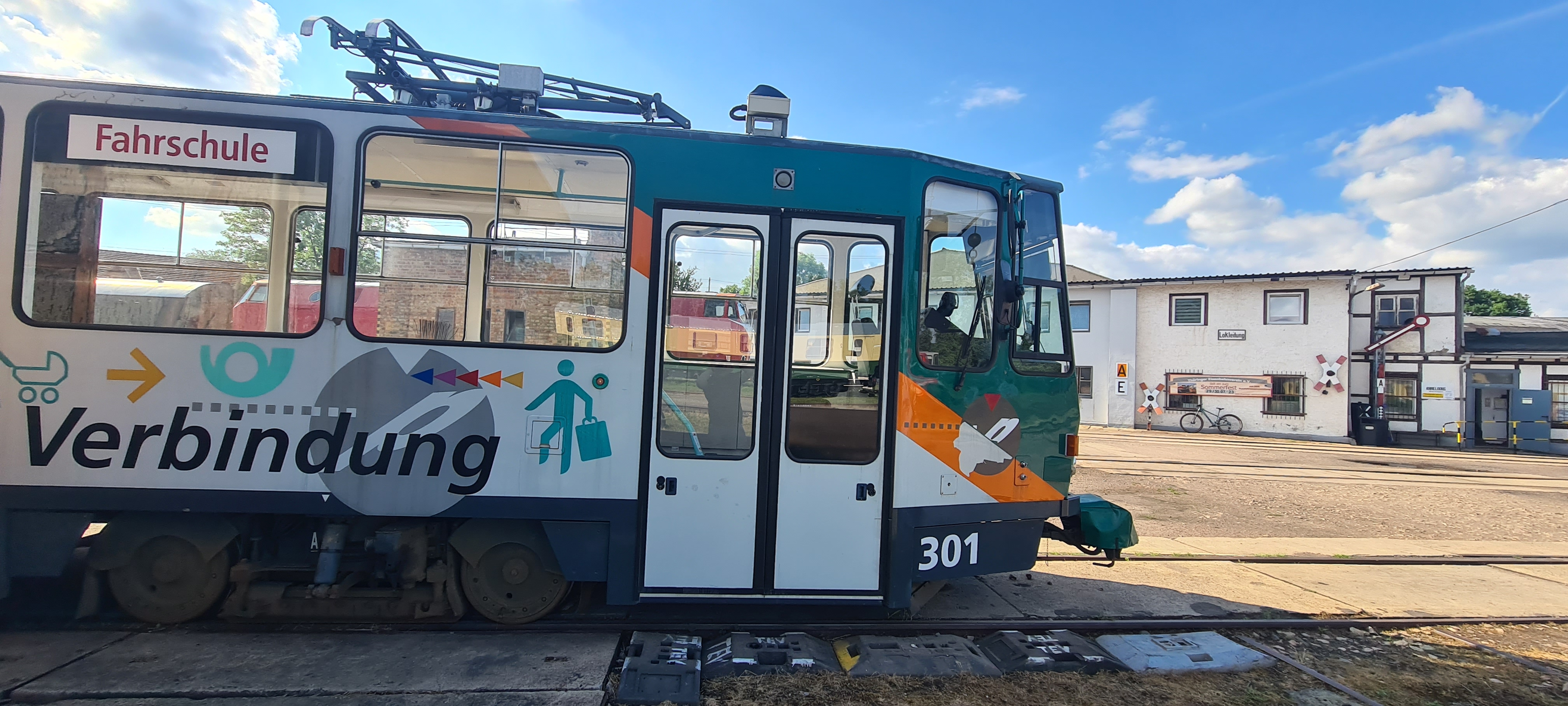
Tatra KT4D Fahrschule Verkehrsbetrieb Potsdam im seit 2023 im Eisenbahnmuseum Weimar

Neben den planmäßig eingesetzten Wagen blieben einige (ursprünglich) vor dem Zweiten Weltkrieg gebaute Fahrzeuge erhalten, die vom Denkmalpflege-Verein Nahverkehr Berlin e. V. betreut und regelmäßig zu Sonderfahrten eingesetzt werden. Noch 1978 verfügte der damalige Betriebsleiter des Verkehrsbetriebs Strömbach, dass sämtliche bis dahin noch erhaltenen Altfahrzeuge verschrottet wurden, obwohl schon zu diesem Zeitpunkt der Wunsch zum Erhalt der Fahrzeuge bestand. Durch diesen Umstand repräsentieren fast alle heutigen Museumsfahrzeuge den Einsatzbestand der 1970er Jahre. Dazu zählen auch der KT4-Prototyp, ein Gothaer Dreiwagenzug sowie ein Gotha-Gelenkwagen. Zu Jubiläumsveranstaltungen mussten Fahrzeuge früherer Epochen stets von anderen Vereinen und Betrieben ausgeliehen werden.
Im Jahr 2007 formierte sich eine Gruppe, die sich den Wiederaufbau eines historischen Lindner-Triebwagens im Ablieferungszustand von 1907 zur Aufgabe stellte. Basis hierfür bildete eine noch vorhandene Güterlore, deren Ursprünge auf einen Triebwagen der Zeit um 1907 zurückgehen. 2011 wurde der Aufbau abgeschlossen, das Fahrzeug kommt gelegentlich bei Veranstaltungen und Sonderfahrten zum Einsatz.

## Betriebshöfe
Im September 2001 wurde der komplett neu errichtete Betriebshof für Straßenbahn und Bus an der Fritz-Zubeil-Straße eröffnet.
Die 1907 eröffnete Wagenhalle mit Werkstatt in der Holzmarktstraße wurde im Frühjahr 2001 aufgegeben, da die baulichen Gegebenheiten nicht mehr den gesetzlichen Anforderungen entsprachen. Im Jahre 2004, als aufgrund des Ausfalls aller Neufahrzeuge plötzlich viele abgestellte Altfahrzeuge wieder in Betrieb genommen wurden, wurde die Werkstatt kurzfristig noch einmal reaktiviert, obwohl sie bereits vom Netz getrennt war.
Der 1935 eröffnete Betriebshof an der Heinrich-Mann-Allee wurde nach der Eröffnung des neuen Betriebshofes im Jahr 2001 zum 27. November 2002 ebenfalls geschlossen. Letztmals nutzten Straßenbahnen anlässlich des Töpfermarktes 2002 den Betriebshof als Wendeschleife.
Spätestens mit der Neubeschaffung der Niederflurwagen wurde klar, dass die Hallen nicht mehr zeitgemäß waren. Da sich die Technik dieser Fahrzeuge nicht unter, sondern auf dem Fahrzeug befindet, musste die Wartungstechnik erheblich umgebaut werden. Noch 1998 erhielt die Wagenhalle in der Drevesstraße einen Dacharbeitsstand, der aber nur eine Übergangslösung blieb. Neben den zu schmalen Einfahrtstoren war die Halle nicht beheizbar, weswegen die hier befindliche Waschanlage im Winter nicht benutzt werden konnte. Die Kapazität der Abstellgleise reichte kaum aus, um die Straßenbahnen abzustellen, wodurch wegen blockierter Gleise oft Rangierfahrten nötig wurden.

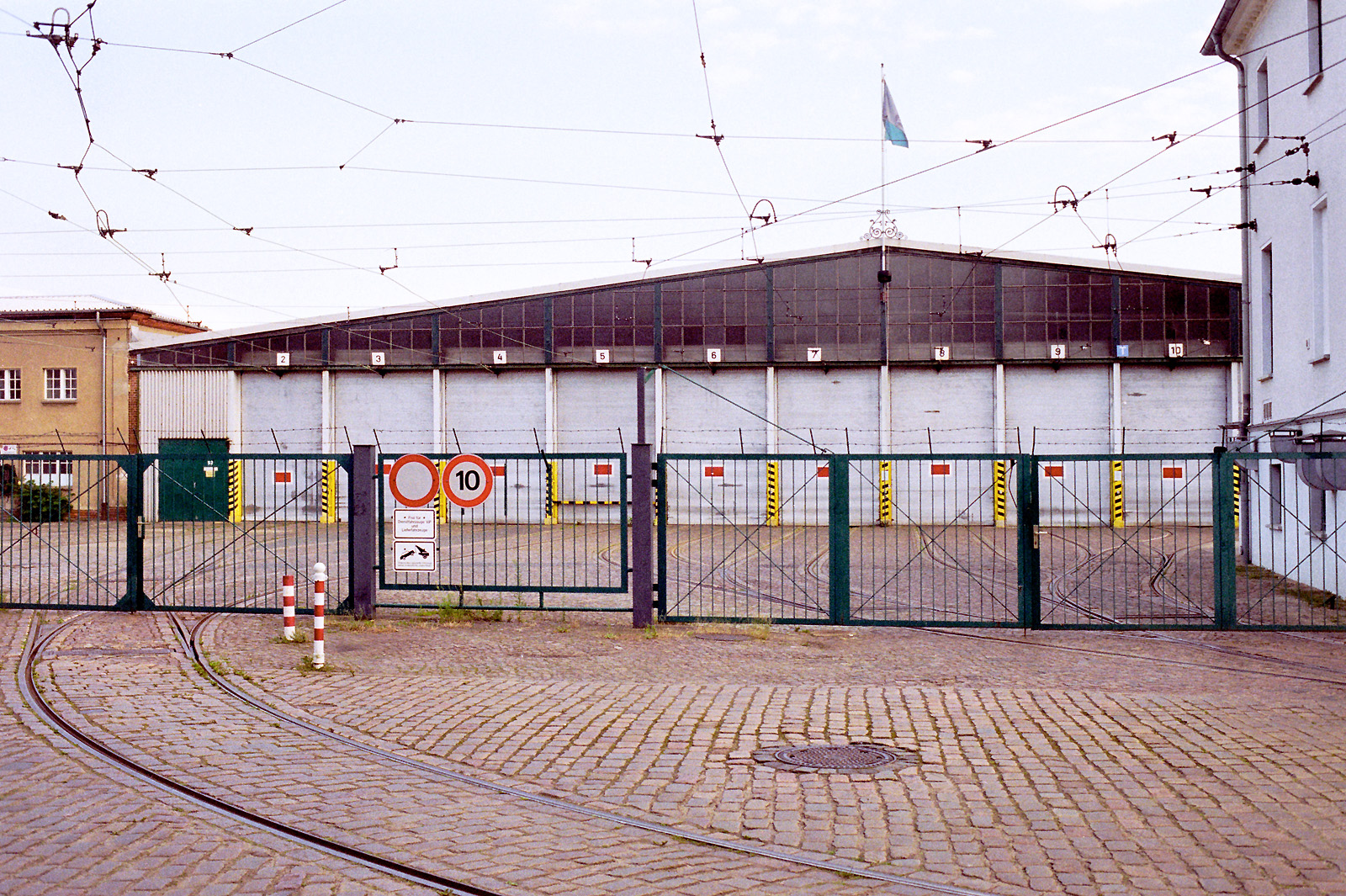
Ehemalige Wagenhalle an der Holzmarktstraße im Juni 2001.
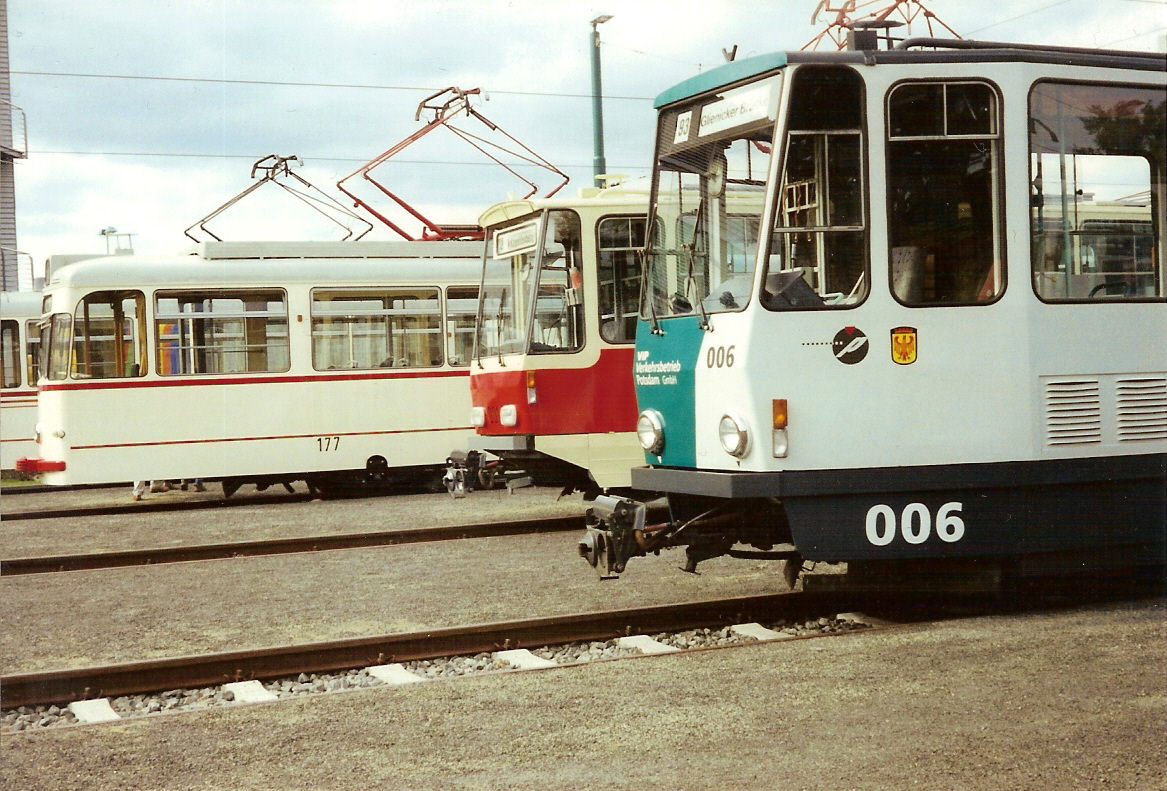
Fahrzeugparade bei Eröffnung des Betriebshofs Wetzlarer Straße, 2001
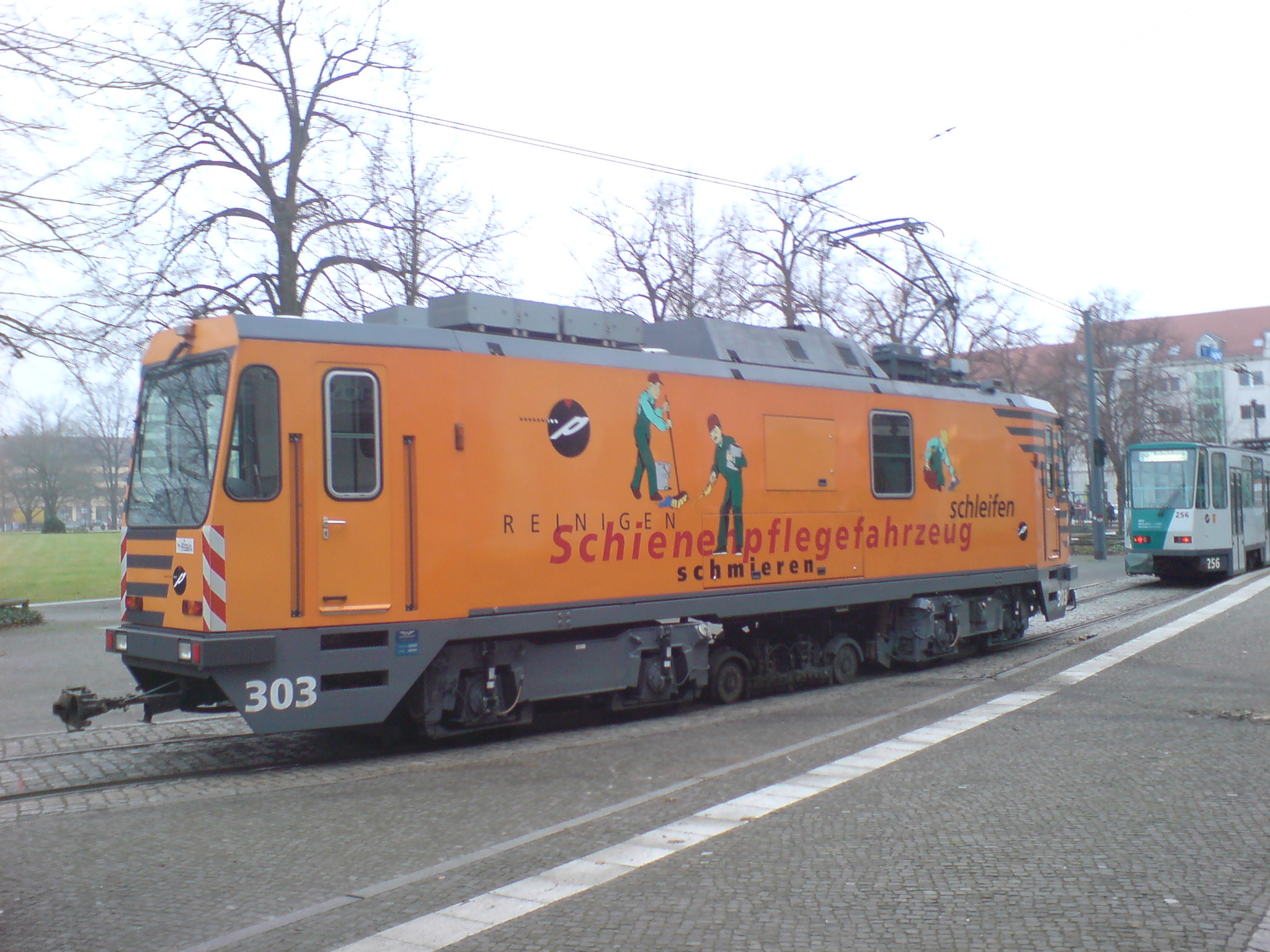
Schienenpflegefahrzeug 303 am Platz der Einheit, 2007

## Sonstiges (nach 1949)

### DDR-Zeit
Zu DDR-Zeiten war in den Fensterscheiben der Potsdamer Straßenbahnwagen die Parole „Für Frieden und Sozialismus“ eingraviert.
Die Potsdamer Straßenbahn beförderte 1980 38,9 Millionen Fahrgäste, 1985 bereits 41,6 Millionen Fahrgäste
und 1988 dann 42,3 Millionen Fahrgäste.

### Schaffner und Entwerter vor 1990
Vor 1960 fuhr grundsätzlich in jedem Wagen ein Schaffner mit. Dieser verkaufte die Fahrscheine und gab Abfahrtssignale. Beim Zweirichtungsbetrieb mit Beiwagen waren die Schaffner zusätzlich für das aufwendige Umkuppeln, das normalerweise an jeder Endstelle notwendig war, zuständig.
Im Jahre 1960 wurde der Z-Betrieb eingeführt. Das bedeutete, nur noch die Beiwagen waren mit Schaffnern besetzt. Ab 1962 gab es den ZZ-Betrieb bei dem nur noch der letzte Beiwagen mit einem Schaffner besetzt war. Von 1964 bis 1965 wurden alle Linien auf den OS-Betrieb (ohne Schaffner), umgestellt. Fahrscheine mussten die Fahrgäste aus Zahlboxen ziehen. In den 1980er Jahren wurden Lochentwerter eingeführt.

### Farbkonzept 1990
Parallel zur Umwandlung des vormals kommunalen Verkehrsunternehmens zur Verkehrsbetrieb in Potsdam GmbH wurde Ende 1990 auch ein neues Farbkonzept in den Unternehmenskennfarben grün und weiß eingeführt. Die Straßenbahnen erhielten fortan sukzessive die neue Lackierung, wobei einzelne KT4D (beispielsweise Wagen Nummer 100) noch bis 1993 die aus Berlin zuvor übernommene Lackierung in orange und weiß beibehielten.

### Zustand der Gleisanlagen nach 1990
Um 1990 war auf vielen Strecken der Oberbau in einem schlechten Zustand, da oftmals Großverbundplatten verlegt waren, deren Zustand sich im Betriebsalltag stetig verschlechterte. Daher wurden diese im Zuge der in den 1990er Jahren begonnen kompletten Sanierung des Straßenbahnnetzes ausgetauscht. Die Strecke der Linie 95, die auf Großverbundplatten durch die Friedrich-Engels-Straße fuhr, wurde 1992 sogar komplett stillgelegt. Letzte Abschnitte entlang der Zeppelinstraße und der Berliner Straße wurden bis 2001 ersetzt. Alternativ erhielten die Gleise fortan auf den Abschnitten mit straßenbündigem Bahnkörper eine Pflasterung, jedoch wies auch diese Oberbauform an stark belasteten Stellen (zum Beispiel in der Kurve am Hauptbahnhof oder am Abzweig Friedrich-Ebert-Straße/Charlottenstraße) bereits Schäden auf und ein erneuter Austausch wurde nach nur wenigen Jahren nötig.

### Dynamische Fahrgastinformation vor 2000
Die wichtigsten Haltestellen wurden ab Ende der 1990er Jahre mit dynamischen Fahrgastinformationen ausgerüstet, die in Echtzeit über die nächsten Abfahrten oder möglichen Betriebsstörungen informieren.

### Schnelllinien von 2000 bis 2010

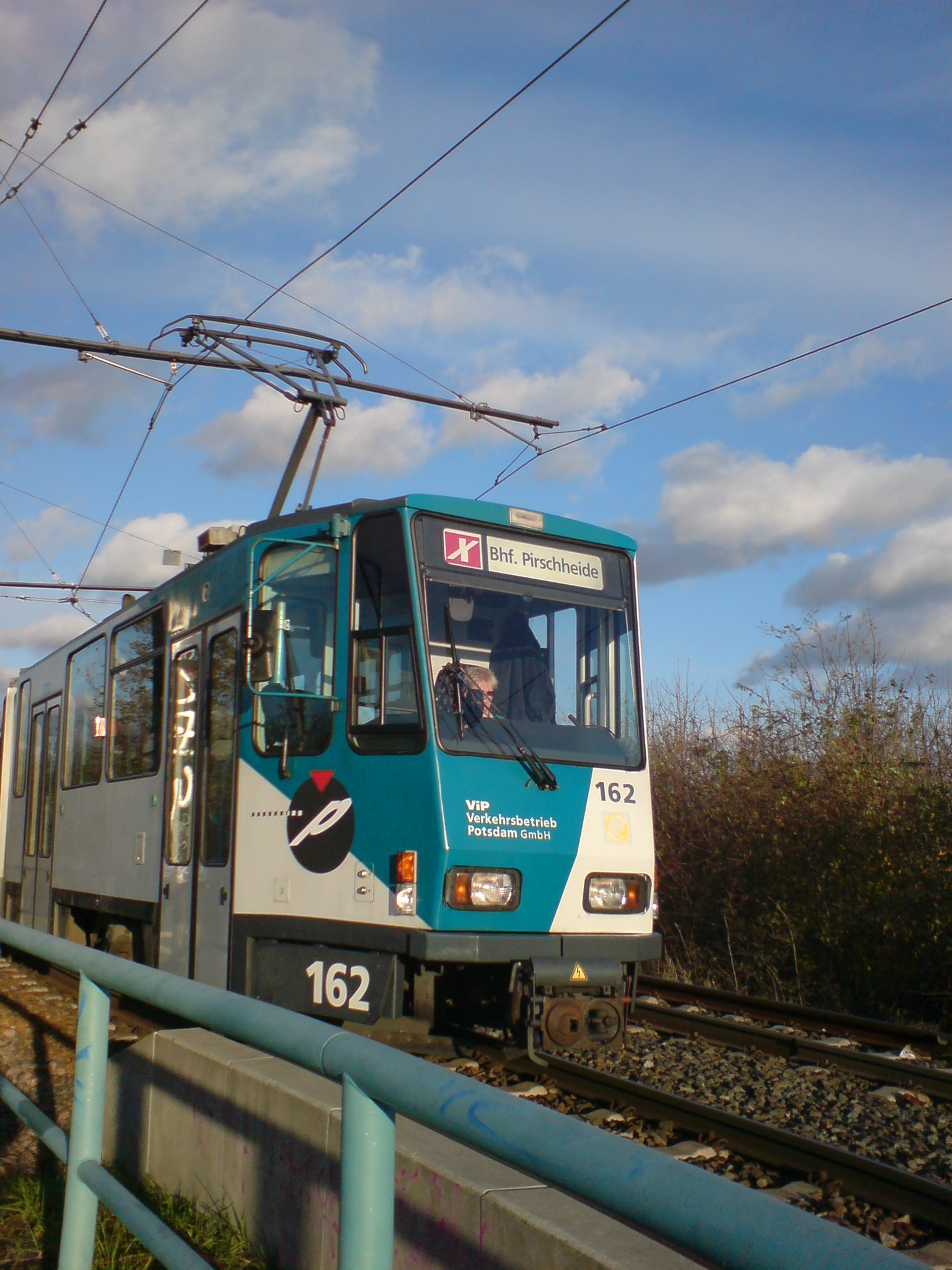
Ein kursives weißes „X“ auf rotem Grund beschilderte die Schnelllinie

Die für Schüler und Berufspendler im Rahmen des Fahrplankonzepts Takt 2000 eingerichtete Schnelllinie X98 berücksichtigte die besondere Bedeutung des Hauptbahnhofs und der Stadtteile Drewitz/Am Stern. In der Anfangsphase gab es häufig Verspätungen, da der langsamere Linienzug der Linie 96 (mit Halt an allen Haltestellen) oft vor dem Schnellkurs abfuhr und dieser hinter dem Linienzug folgen musste. Eine weitere zwischenzeitlich eingerichtete Schnelllinie X91 zwischen Bornstedt, Kirschallee und Bhf. Rehbrücke (Waldstadt) wurde wieder eingestellt. Die gut zehnjährige Episode der Schnelllinien endete schließlich mit der Einführung des Stadt+-Konzepts zum 1. April 2010. Zu diesem Zeitpunkt wurde die X98 wieder in eine gewöhnliche Linie mit Halt an allen Stationen umgewandelt.

### Wagenknappheit im Jahre 2004
Im März 2004 mussten alle 16 Potsdamer Combino-Bahnen aufgrund eines erst nachträglich erkannten Konstruktionsfehlers vorläufig stillgelegt werden (siehe oben, Abschnitt „Combino“). Dadurch hatte der Verkehrsbetrieb große Probleme, den Fahrplan mit den übrigen Fahrzeugen abzudecken. Es wurde ein Notfahrplan aufgestellt, der ab Montag, dem 15. März 2004 in Kraft trat und bei dem lediglich 15 tägliche Fahrten entfielen. Drei von sieben KT4Dm, die wenige Tage vorher an die Straßenbahn Szeged verkauft worden waren, wurden zurückgeholt und wieder in Potsdam eingesetzt. Außerdem arbeiteten die Werkstätten weitere abgestellte Fahrzeuge gleichen Typs auf, wobei die nötigen Hauptuntersuchungen auch im bereits vom Netz getrennten alten Betriebshof in der Holzmarktstraße durchgeführt wurden. Da anstelle der für den Fahrplan nötigen 32 Züge zunächst nur 27 betriebsbereit waren, wurden während der Hauptverkehrszeit zusätzlich Museumsfahrzeuge für planmäßige Fahrten eingesetzt. Nachdem ausreichend viele KT4Dm reaktiviert werden konnten, entspannte sich die Situation zunehmend. Für Fahrgäste mit eingeschränkter Mobilität richtete die Straßenbahngesellschaft kurzfristig einen Shuttle-Busverkehr ein. Ende 2004 waren alle Combinos wieder einsatzbereit.

### Fahrgastbegleiter ab 2008
Im Sommer 2008 wurden erstmals in den Abendstunden Fahrgastbegleiter als Maßnahme gegen Vandalismus in den Fahrzeugen eingesetzt.